# Trie-Château
Trie-Château est une commune nouvelle française située dans le département de l'Oise en région Hauts-de-France. Elle a été créée le 1er janvier 2018.
Elle est issue du regroupement de deux communes en 2018 : Villers-sur-Trie et l'ancienne commune de Trie-Château, qui sont devenues « communes déléguées ».

## Géographie

### Localisation

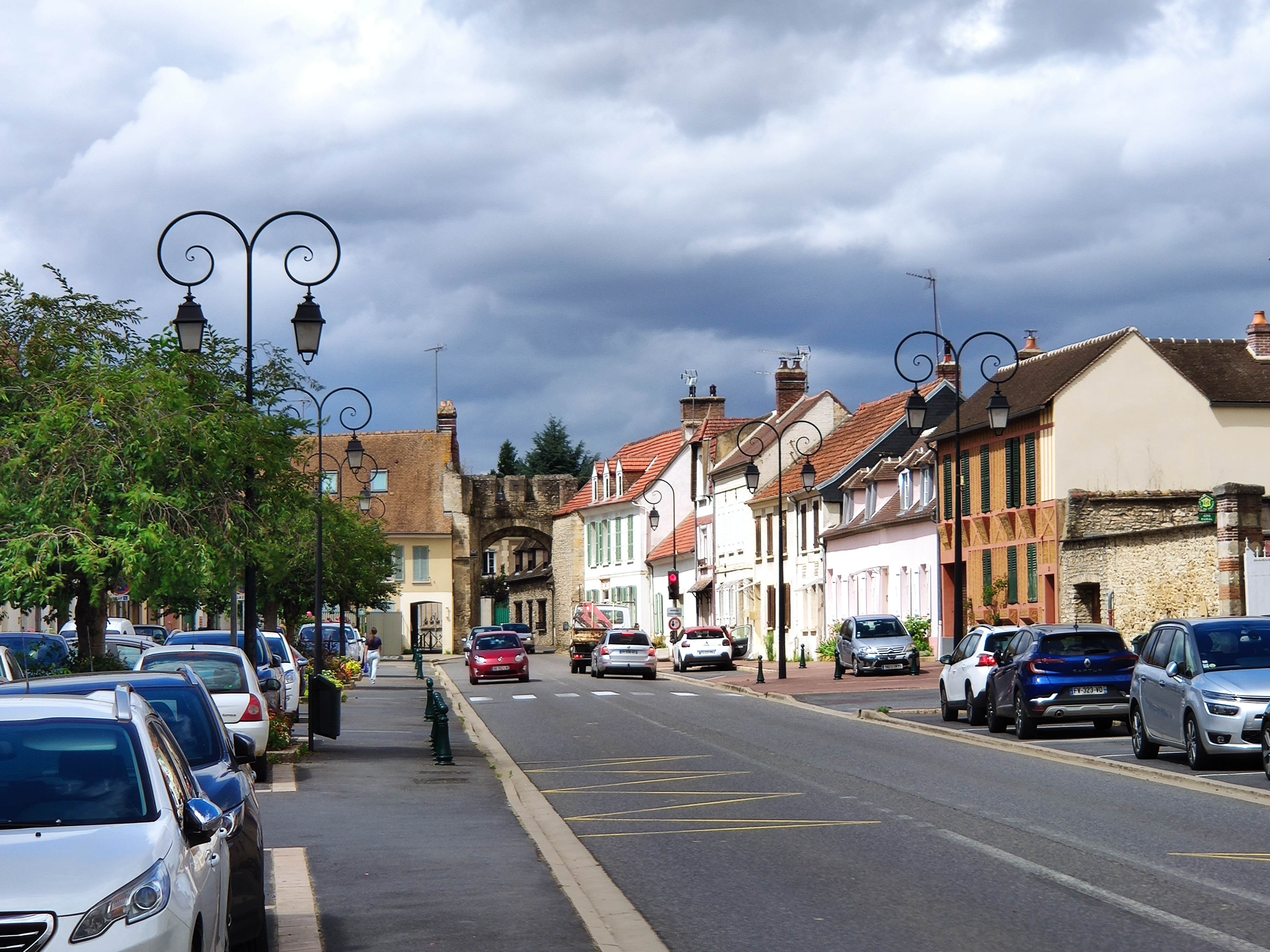
Paysage de la commune : la Rue Nationale et la Porte fortifiée.

Trie-Château est un bourg du Vexin français jouxtant Gisors  à l'est et situé à 25 km au sud-ouest de Beauvais, 34 km au nord-ouest de Pontoise et 54 km au sud-est de Rouen, traversée par l'ancienne route nationale 181 et sa déviation (actuelle RD 981) reliant Gisors à Beauvais. Situé dans l'Oise, la commune est limitrophe de celui de l'Eure.

### Communes limitrophes
| Éragny-sur-Epte | Flavacourt   | Énencourt-Léage              |
| Gisors (Eure)   | Trie-Château | Trie-la-Ville                |
|                 | Chambors     | Chaumont-en-Vexin Delincourt |

### Hydrographie
La commune est située dans le bassin Seine-Normandie. Elle est drainée par la Troesne, l'Aunette et divers autres petits cours d'eau,.
La Troesne, d'une longueur de 27 km, prend sa source dans la commune de Hénonville et se jette  dans l'Epte à Gisors, après avoir traversé douze communes.

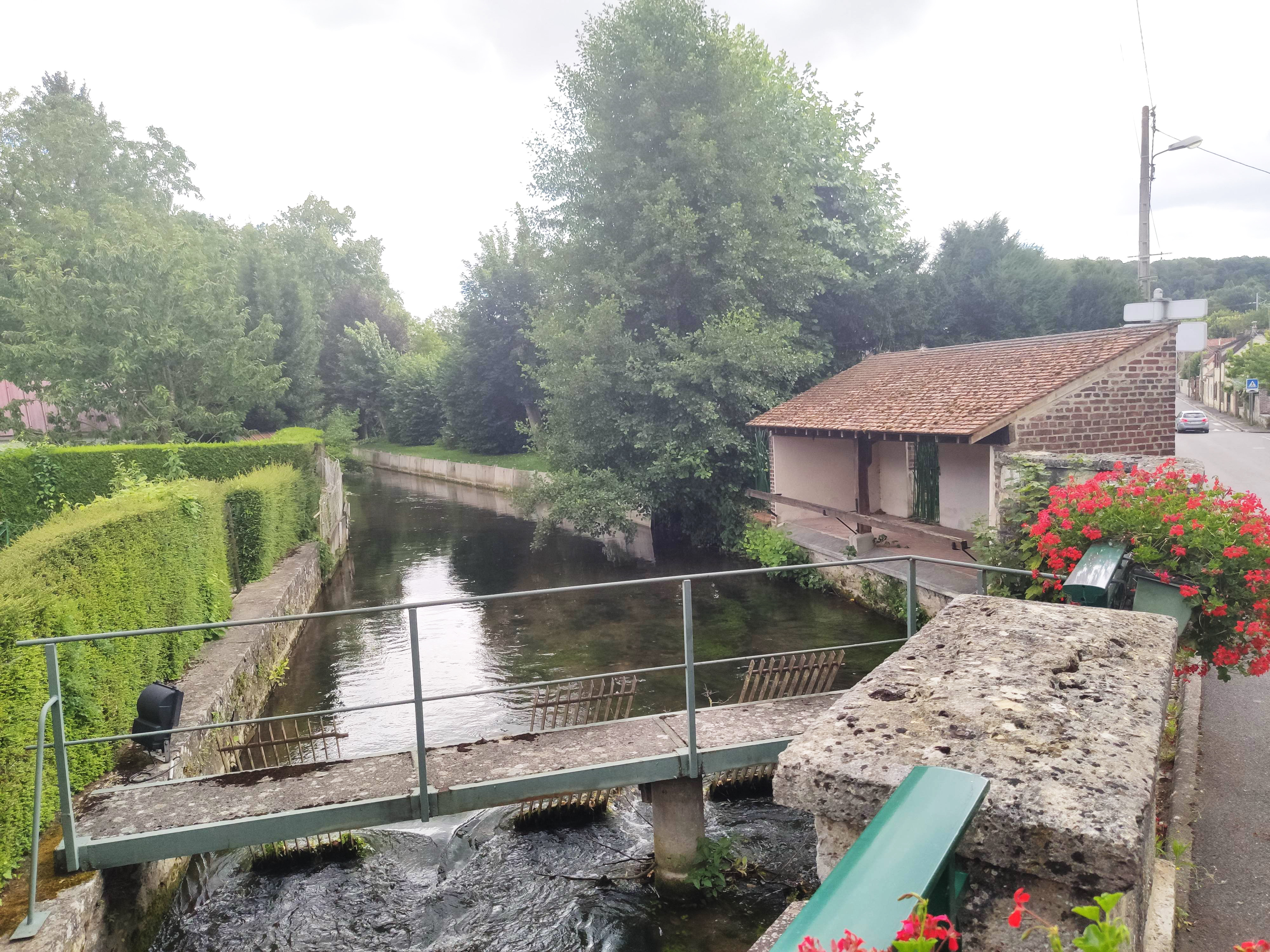
La Troësne et le lavoir, rue de la Gare.
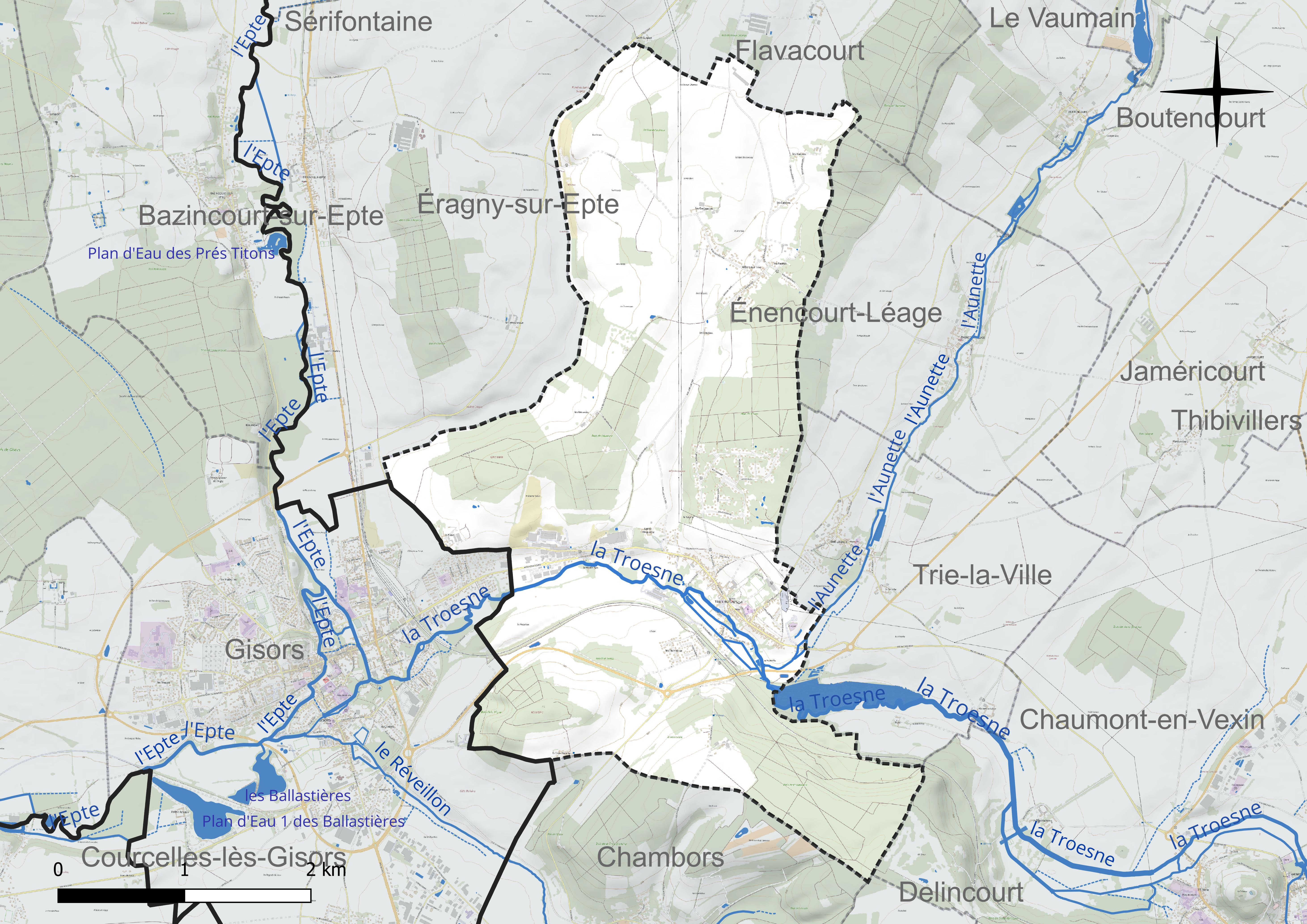
Réseau hydrographique de Trie-Château.

### Climat
Pour des articles plus généraux, voir Climat des Hauts-de-France et Climat de l'Oise.
En 2010, le climat de la commune est de type climat océanique dégradé des plaines du Centre et du Nord, selon une étude du CNRS s'appuyant sur une série de données couvrant la période 1971-2000. En 2020, Météo-France publie une typologie des climats de la France métropolitaine dans laquelle la commune est exposée à un climat océanique et est dans la région climatique Sud-ouest du bassin Parisien, caractérisée par une faible pluviométrie, notamment au printemps (120 à 150 mm) et un hiver froid (3,5 °C).
Pour la période 1971-2000, la température annuelle moyenne est de 10,7 °C, avec une amplitude thermique annuelle de 14,4 °C. Le cumul annuel moyen de précipitations est de 726 mm, avec 11 jours de précipitations en janvier et 7,8 jours en juillet. Pour la période 1991-2020, la température moyenne annuelle observée sur la station météorologique la plus proche, située sur la commune de Jaméricourt à 5 km à vol d'oiseau, est de 11,0 °C et le cumul annuel moyen de précipitations est de 695,7 mm,. Pour l'avenir, les paramètres climatiques de la commune estimés pour 2050 selon différents scénarios d'émission de gaz à effet de serre sont consultables sur un site dédié publié par Météo-France en novembre 2022.
| Mois                                  | jan.           | fév.            | mars          | avril         | mai           | juin            | jui.           | août           | sep.          | oct.          | nov.            | déc.             | année      |
| ------------------------------------- | -------------- | --------------- | ------------- | ------------- | ------------- | --------------- | -------------- | -------------- | ------------- | ------------- | --------------- | ---------------- | ---------- |
| Température minimale moyenne (°C)     | 1,5            | 1,4             | 3,1           | 4,5           | 7,5           | 10,3            | 12,3           | 12,4           | 10            | 7,7           | 4,4             | 2                | 6,4        |
| Température moyenne (°C)              | 4,1            | 4,6             | 7,3           | 9,8           | 13,1          | 16,2            | 18,7           | 18,5           | 15,4          | 11,7          | 7,4             | 4,6              | 11         |
| Température maximale moyenne (°C)     | 6,7            | 7,8             | 11,6          | 15,2          | 18,6          | 22,1            | 25,1           | 24,7           | 20,8          | 15,7          | 10,4            | 7,1              | 15,5       |
| Record de froid (°C) date du record   | −14,8 09.01.09 | −14,6 07.02.12  | −9,6 01.03.05 | −6 06.04.21   | −1,8 06.05.19 | −0,7 05.06.1991 | 2,6 04.07.1990 | 2,7 28.08.1998 | 0,1 30.09.18  | −4,1 28.10.03 | −8,6 24.11.1998 | −11,1 29.12.1996 | −14,8 2009 |
| Record de chaleur (°C) date du record | 15,6 27.01.03  | 19,4 24.02.1990 | 24,7 31.03.21 | 27,2 29.04.10 | 31 27.05.05   | 37,6 27.06.11   | 41,8 25.07.19  | 39,8 12.08.03  | 34,8 09.09.23 | 28,6 01.10.11 | 21,2 01.11.14   | 16,6 07.12.00    | 41,8 2019  |
| Précipitations (mm)                   | 60,5           | 49,8            | 50,7          | 49,3          | 59,1          | 54,1            | 61             | 56,4           | 47,9          | 63,1          | 64,4            | 79,4             | 695,7      |

## Urbanisme

### Typologie
Au 1er janvier 2024, Trie-Château est catégorisée bourg rural, selon la nouvelle grille communale de densité à sept niveaux définie par l'Insee en 2022.
Elle appartient à l'unité urbaine de Gisors, une agglomération inter-régionale regroupant trois  communes, dont elle est une commune de la banlieue,,. Par ailleurs la commune fait partie de l'aire d'attraction de Paris, dont elle est une commune de la couronne,. Cette aire regroupe 1 929 communes,.

### Voies de communication et transports

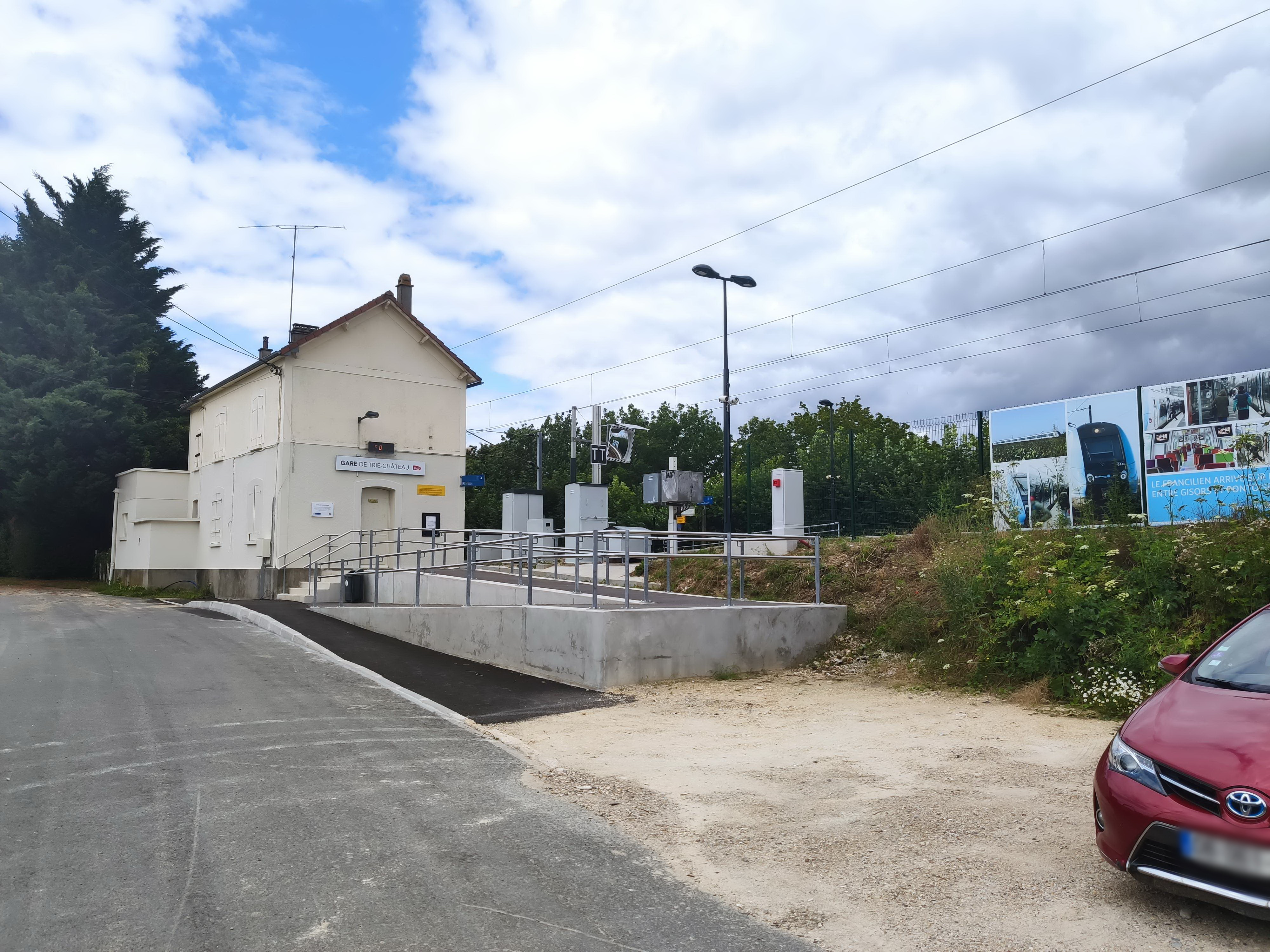
La gare.

La gare de Trie-Château est desservie par les trains de la ligne J du réseau Transilien Paris Saint-Lazare.
La commune est desservie, en 2023, par les lignes 604, 607, 609, 6105, 6107, 6136 et 6145 du réseau interurbain de l'Oise.

## Toponymie
Le nom est attesté sous les formes Tretum au XIe siècle ; Tria au XIIe siècle en 1129 ; Treia en 1195; Tria villa en 1337.
En dépit des mauvaises latinisations, certains spécialistes[Qui ?] supposent une évolution phonétique à partir du gallo-roman *TRAIECTU « gué, passage d'eau », terme issu du latin trajectum et qui a régulièrement abouti à trait en français. Il partage vraisemblablement la même étymologie que le Trait (Seine-Maritime), (Tractu en 1462) désignant un lieu de passage de la Seine, Utrecht (Pays-Bas, Rheno Trajectum, Utraiectum) désignant un lieu de passage en aval du Rhin et Maastricht (Pays-Bas, Mosae Trajectum, Masetrieth en 1051) désignant un lieu de passage de la Meuse (Maas)[réf. nécessaire].
Albert Dauzat et Charles Rostaing ont rapproché Trie de Trilbardou (Seine-et-Marne, Tria vers 1172), Trilport (Sene-et-Marne, Tria portus 1221) et Treix (Haute-Marne, Trie 1188), qu'ils font remonter au francique thresk « jachère », sans doute veulent-ils dire le vieux bas francique *thresk qui aurait d'abord désigné un « terrain non cultivé, inculte, lande, friche, jachére ».
.
Durant la Révolution, la commune, alors nommée Trie-Château (également orthographiée Trye), porte le nom de Trye-sur-Troesne.
En ce qui concerne le hameau de Villers-sur-Trie, le nom de la localité est mentionné sous les formes  Villers en 1793, Villers-sur-Trie en 1801.

Étymologie : du bas latin villare (ferme).

### Hameaux et écarts
Villers-sur-Trie est un hameau de la commune nouvelle.

Villers-sur-Trie
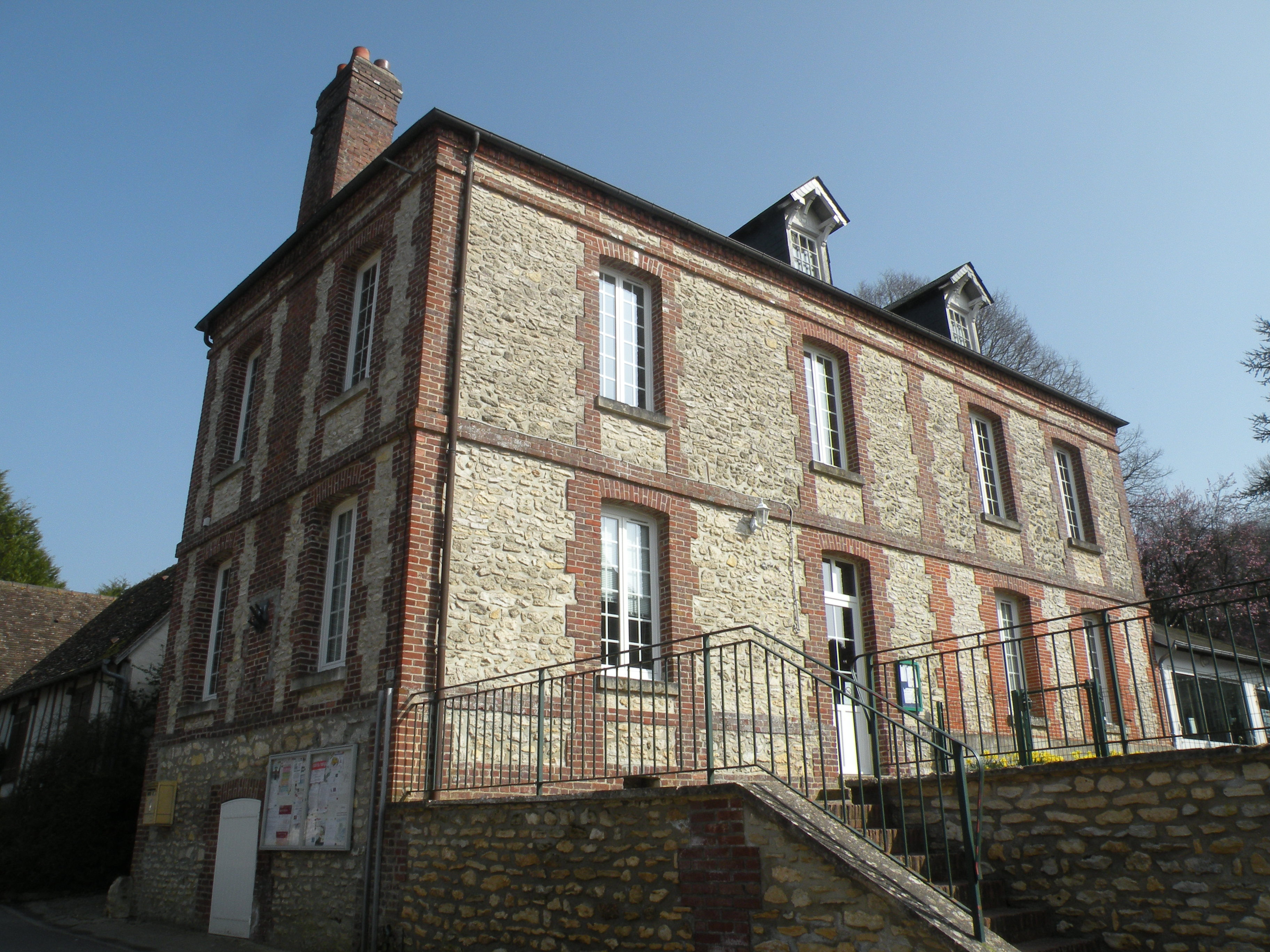
La mairie déléguée.
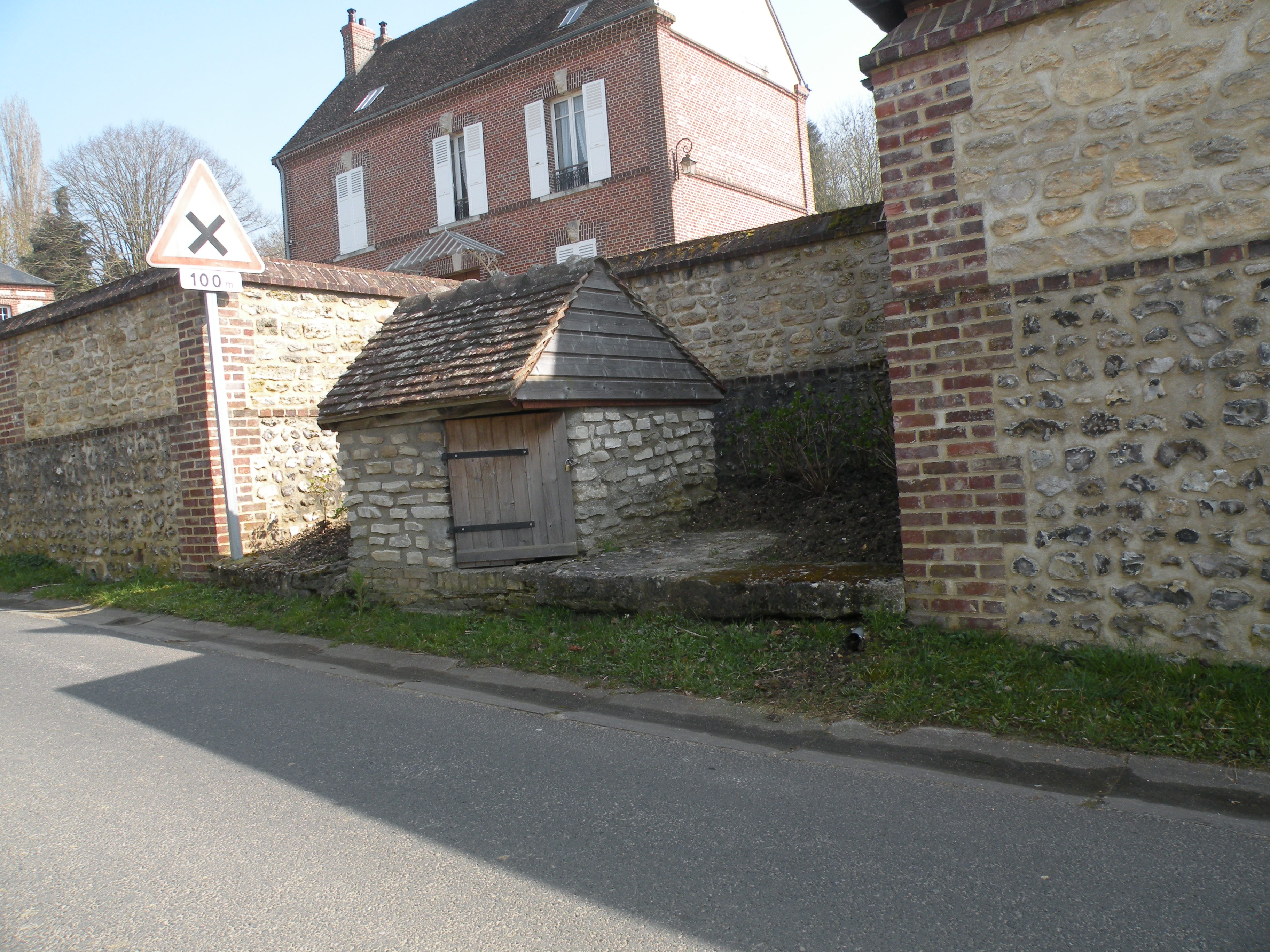
Ancien puits.

## Histoire
Il convient de se reporter aux articles consacrés aux anciennes communes fusionnées.
La déviation de Trie-Château sur la RD 981 est mise en service fin 2017, permettant aux 6 000 voitures et 900 camions qui empruntent quotidiennement cet axe d'éviter le centre-bourg et le passage alterné sous la porte fortifiée.

### Fusion de communes
Trie-Château est une commune nouvelle constituée par la fusion en 2018 de  Villers-sur-Trie et l'ancienne commune de Trie-Château, qui sont devenues des communes déléguée de la nouvelle collectivité territoriale.
Cette fusion des deux anciennes communes qui collaboraient déjà auparavant notamment sur des sujets comme l'assainissement d'eau ou la cantine et  demandée par les deux conseils municipaux, est principalement justifiée par la volonté des élus locaux de faire face à la baisse des dotations de l'État,,.
Son chef-lieu est fixé à Trie-Château,.

## Politique et administration

### Rattachements administratifs et électoraux
La commune nouvelle se trouve dans l'arrondissement de Beauvais du département de l'Oise
Pour les élections départementales, la commune fait partie du canton de Chaumont-en-Vexin
Pour l'élection des députés, elle fait partie de la deuxième circonscription de l'Oise.

### Intercommunalité
La commune nouvelle fait partie depuis sa création de la communauté de communes du Vexin-Thelle, un établissement public de coopération intercommunale (EPCI) à fiscalité propre créé en 2000 et auquel elle a transféré un certain nombre de ses compétences, dans les conditions déterminées par le code général des collectivités territoriales.

### Composition
La commune nouvelle est formée par la réunion de deux anciennes communes : 
| Nom                  | Code Insee | Intercommunalité   | Superficie (km2) | Population (dernière pop. légale) | Densité (hab./km2) |
| -------------------- | ---------- | ------------------ | ---------------- | --------------------------------- | ------------------ |
| Trie-Château (siège) | 60644      | CC du Vexin Thelle | 9,29             | 1 592 (2015)                      | 171                |
| Villers-sur-Trie     | 60690      | CC du Vexin Thelle | 4,05             | 329 (2015)                        | 81                 |

### Liste des maires
| Période      | Période                    | Identité           | Étiquette | Qualité                                                               |
| ------------ | -------------------------- | ------------------ | --------- | --------------------------------------------------------------------- |
| janvier 2018 | mai 2020                   | Didier David       |           | Agriculteur Maire de l'ancienne commune de Trie-Château (2014 → 2017) |
| juillet 2020 | En cours (au 11 juin 2021) | Laurent Desmeliers |           | ouvriers qualifiés de la manutention, du magasinage et du transport.  |

## Population et société

### Démographie
L'évolution du nombre d'habitants est connue à travers les recensements de la population effectués dans la commune depuis sa création.
En 2022, la commune comptait 1 878 habitants, en évolution de −3,74 % par rapport à 2016 (Oise : +0,87 %, France hors Mayotte : +2,11 %).
| 1968  | 1975  | 1982  | 1990  | 1999  | 2008  | 2013  | 2018  |
| ----- | ----- | ----- | ----- | ----- | ----- | ----- | ----- |
| 1 060 | 1 177 | 1 513 | 1 692 | 1 753 | 1 866 | 1 868 | 1 934 |

### Enseignement
Trie-Château fait partie de l'académie d'Amiens et se situe en zone de vacances B.
Les enfants de la commune de maternelles et de primaires sont scolarisés en 2019 dans les   6 classes multi-niveaux de l'école Marie-de-Lancry, qui dispose d'un service de restauration scolaire.
Ils continuent normalement  leur scolarité au collège Guy de Maupassant à Chaumont-en-Vexin puis au Lycée Louise-Michel et Louis-Aragon  de Gisors ou aux lycées de Beauvais.

### Sports

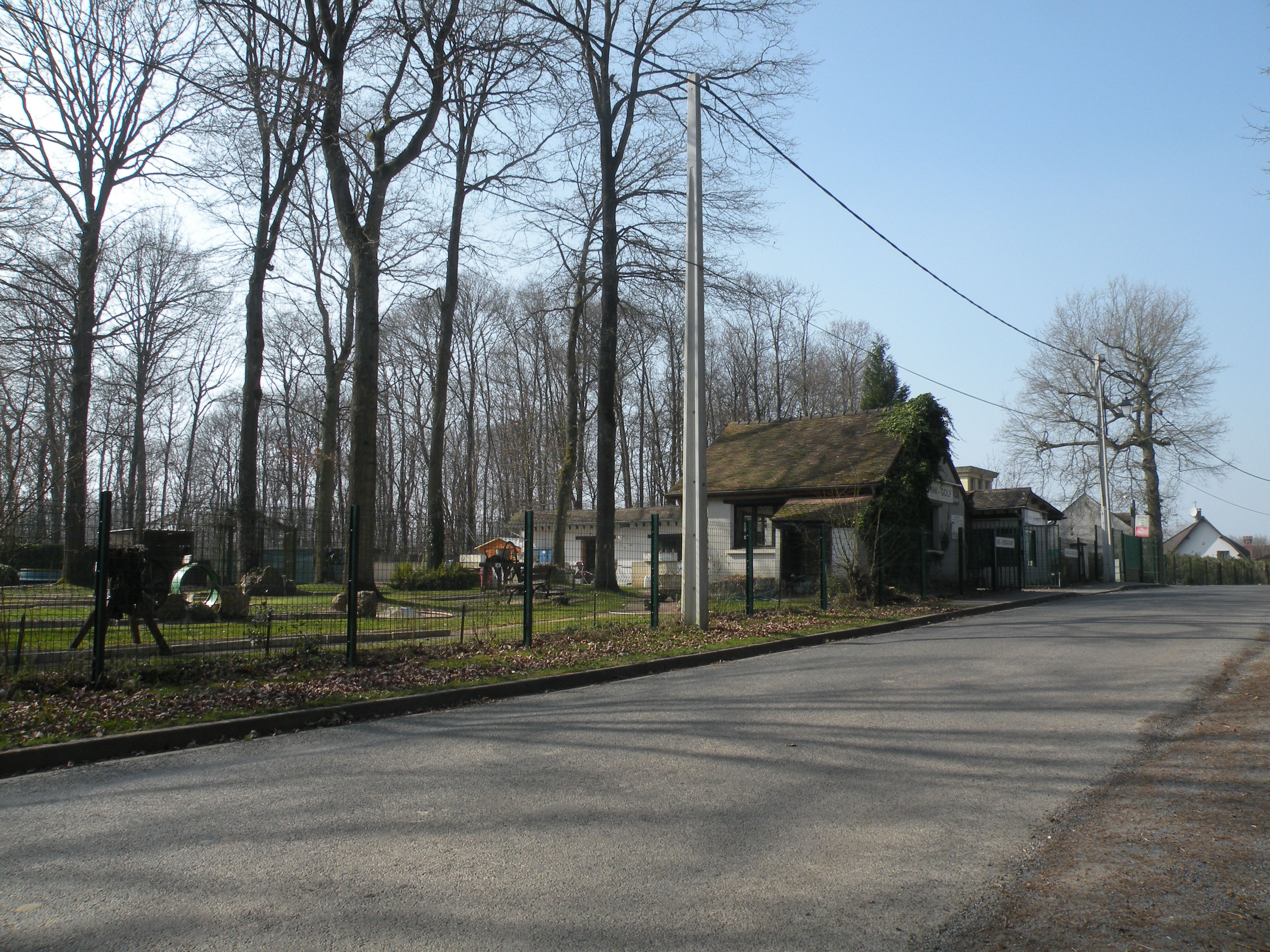
Le mini-golf de Villers-sur-Trie.

L'intercommunalité dispose d'une piscine, l'Aquavexin, 129 rue Nationale à Trie-Château.
Un mini-golf existe à Villers-sur-Trie.

### Culture

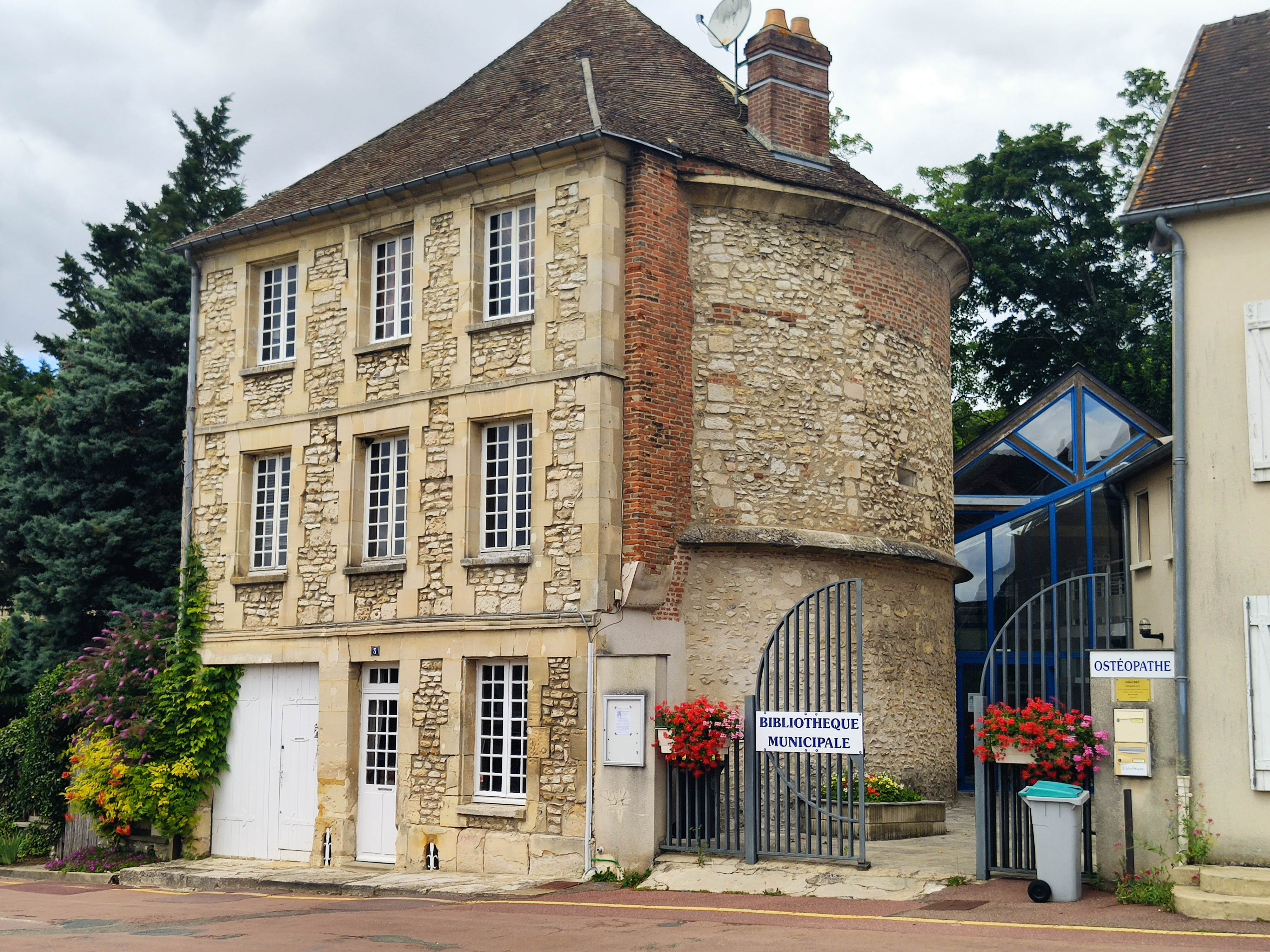
L'entrée de bibliothèque municipale et la tour est du château, devenue une habitation.

La commune dispose d'une bibliothèque, place de l'église.

## Économie
L'un des centres commerciaux de l'agglomération de Gisors est situé à Trie-Château.

## Culture locale et patrimoine

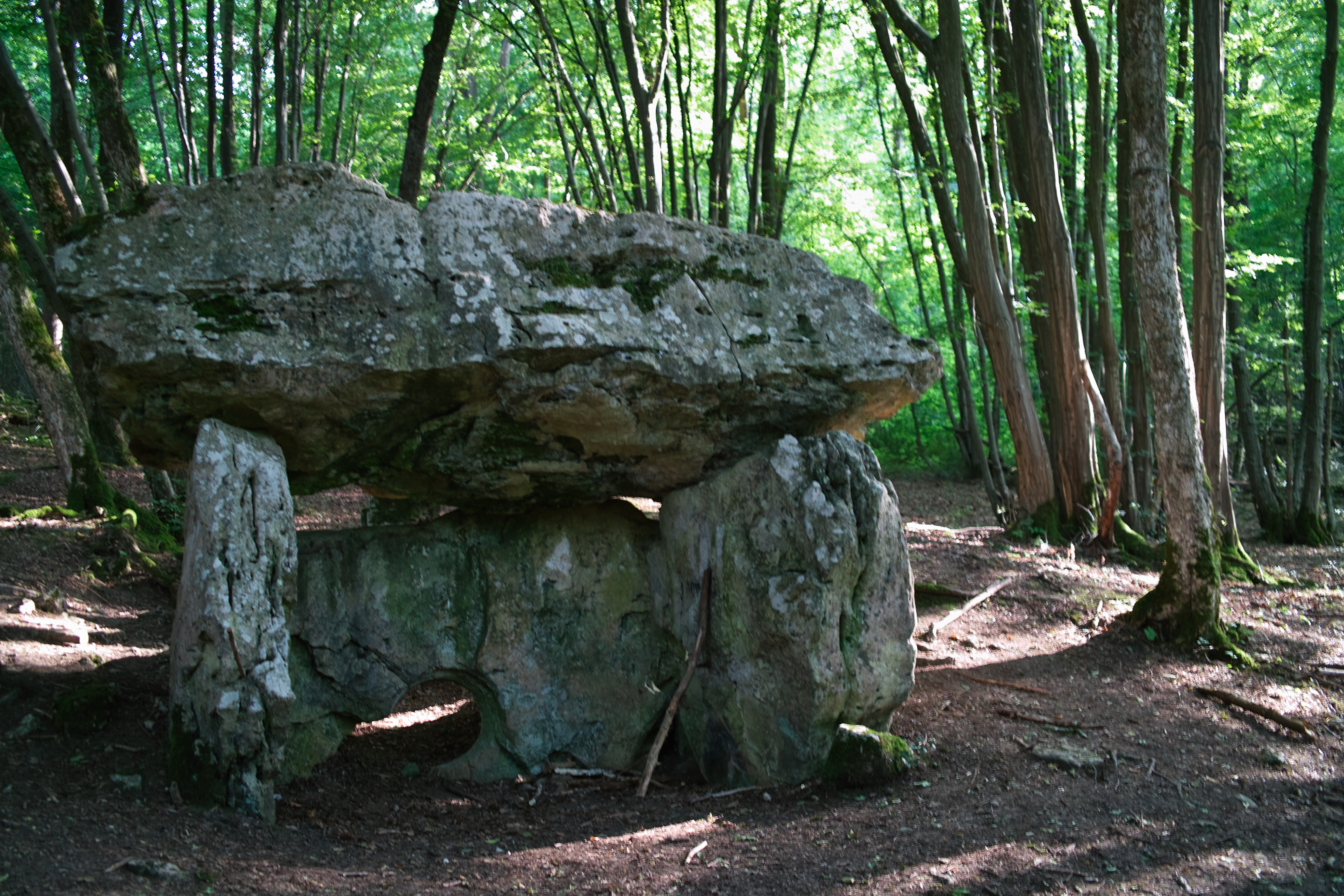
Le dolmen des Trois Pierres.

Trie-Château compte six monuments historiques sur son territoire.
- Dolmen des Trois Pierres, à La Garenne (classé monument historique par liste de 1862[35]).

- Église Sainte-Madeleine (classée monument historique par liste de 1862[36]) : 
Organisée tout en longueur, elle se compose d'un narthex roman tardif des années 1160 ; d'une nef unique romane des alentours de 1100 ; et d'un chœur gothique de deux travées d'une centaine d'années plus récent. 
Le narthex, avec sa façade à la décoration exubérante, et son ancien portail latéral nord également richement décoré, constitue l'une des œuvres romanes les plus extravagantes dans le Vexin. Il est souvent comparé au croisillon nord de l'église Saint-Étienne de Beauvais. Or, seulement le rez-de-chaussée est authentique, excepté certains éléments abîmés refaits pratiquement à l'identique au cours de la restauration des années 1860/1867. Les parties hautes sont une création néo-romane imaginée par l'architecte Aymar Verdier. 
À l'intérieur, le narthex a été remanié, ou bien n'a jamais été achevé, car il n'est pas voûté, et des doutes sont permis que cela ait jamais été le cas. Il se trouve ainsi intégré dans la nef, mais séduit néanmoins par la décoration intérieure des fenêtres qui est presque analogue aux élévations extérieures. La nef proprement dite est de faible intérêt, mais elle partage avec le narthex une charpente gothique flamboyante munie d'une sablière sculptée et d'engoulants sous la forme de têtes d'homme grotesques, de facture rustique et d'un style naïf. 
Un arc triomphal fruste de dimensions restreintes ouvre sur le chœur gothique bâti vers 1200 à l'emplacement de l'ancien sanctuaire roman. 
Ce chœur constitue la seule partie de l'église qui soit voûtée d'ogives. Son architecture est de bon niveau, comme le souligne la décoration des fenêtres, mais fait aussi certains compromis imposés par les contraintes économiques, dont l'appareil en moellons et les colonnettes non monolithiques. Le chevet plat est éclairé par un triplet[37], qui rappelle qu'un triplet de trois baies romanes en provenance de Trie-Château est exposé au Victoria and Albert Museum[38].

L'église Sainte-Madeleine
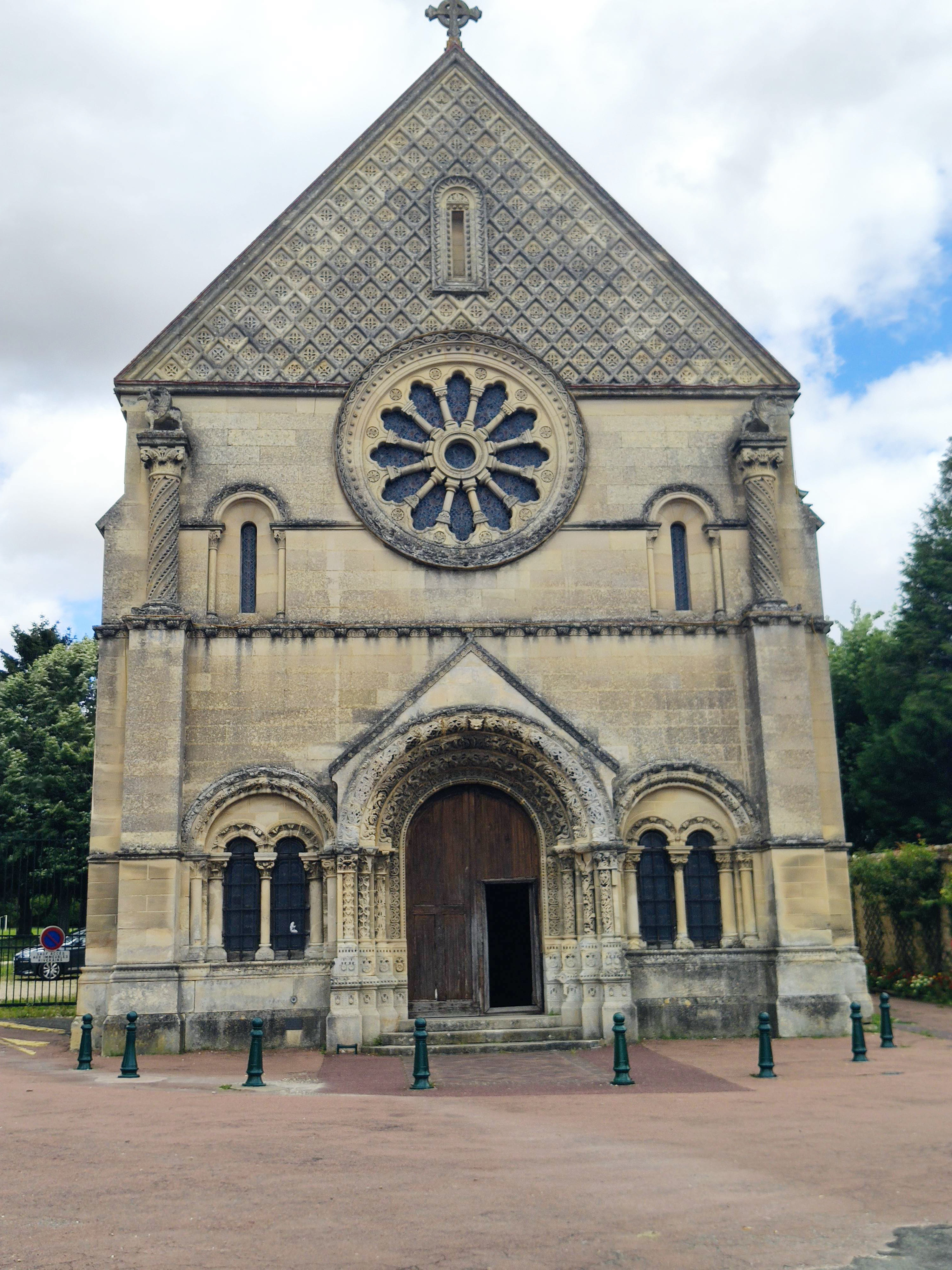
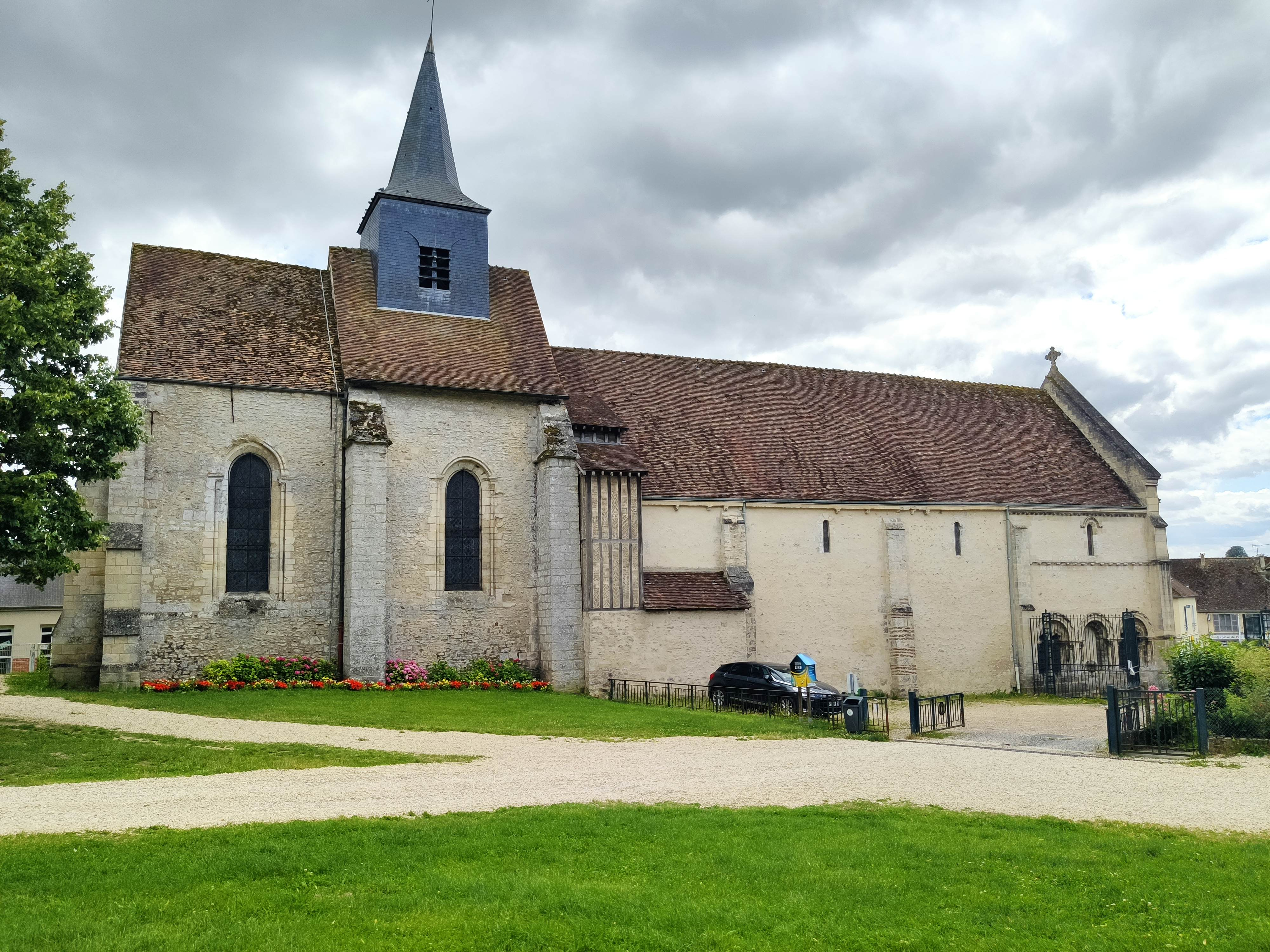
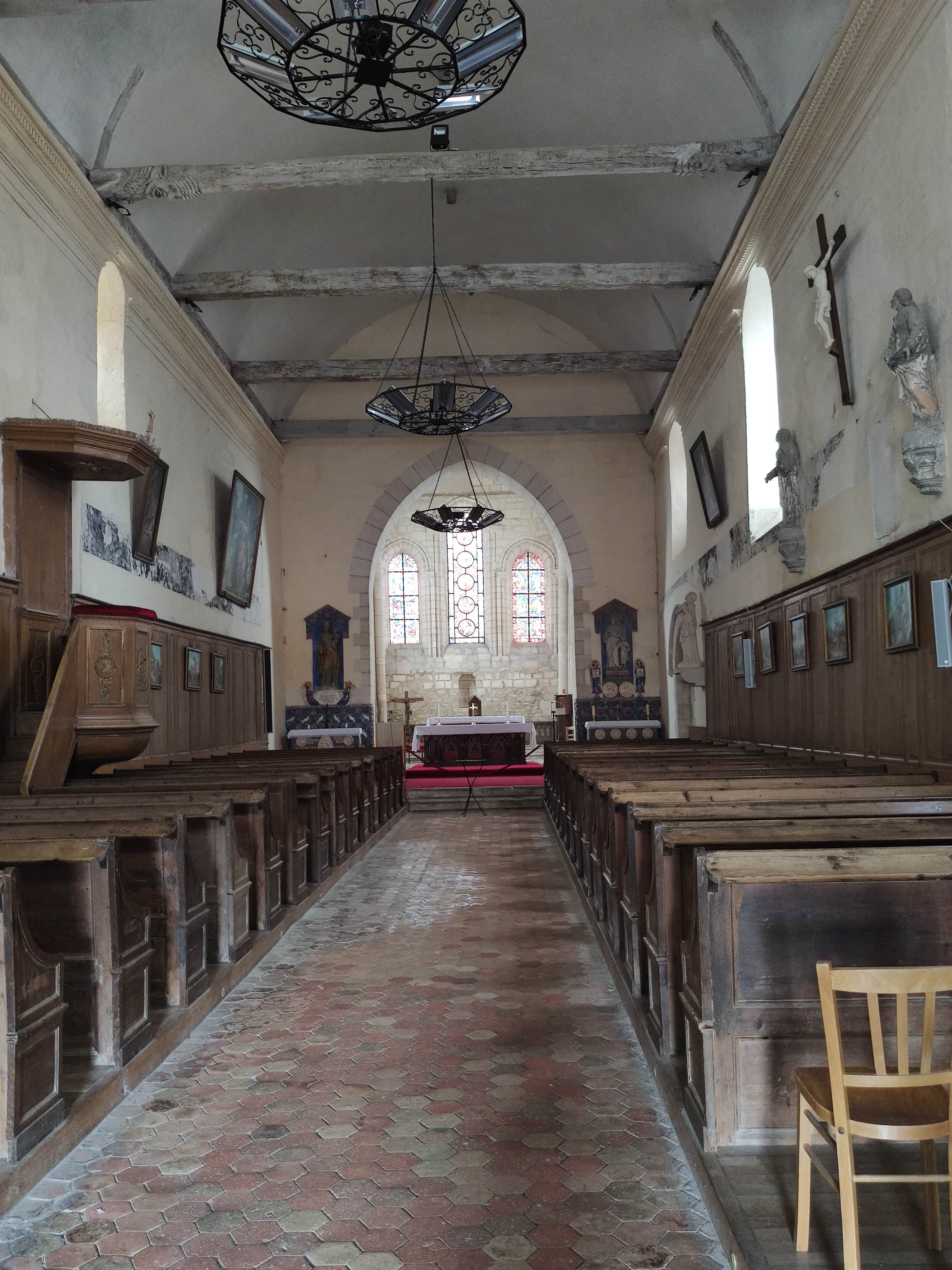
La nef romane
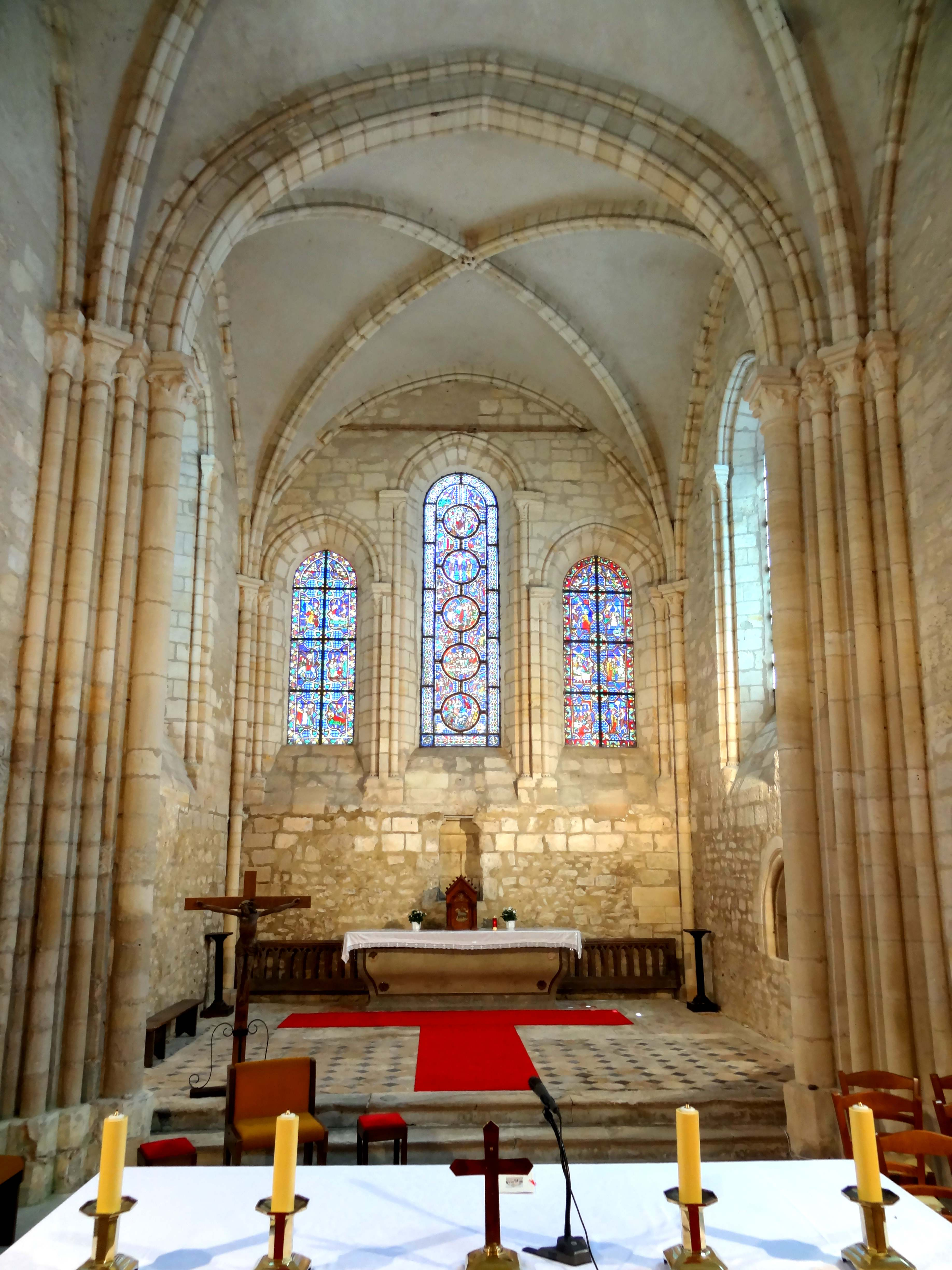
Le chœur gothique
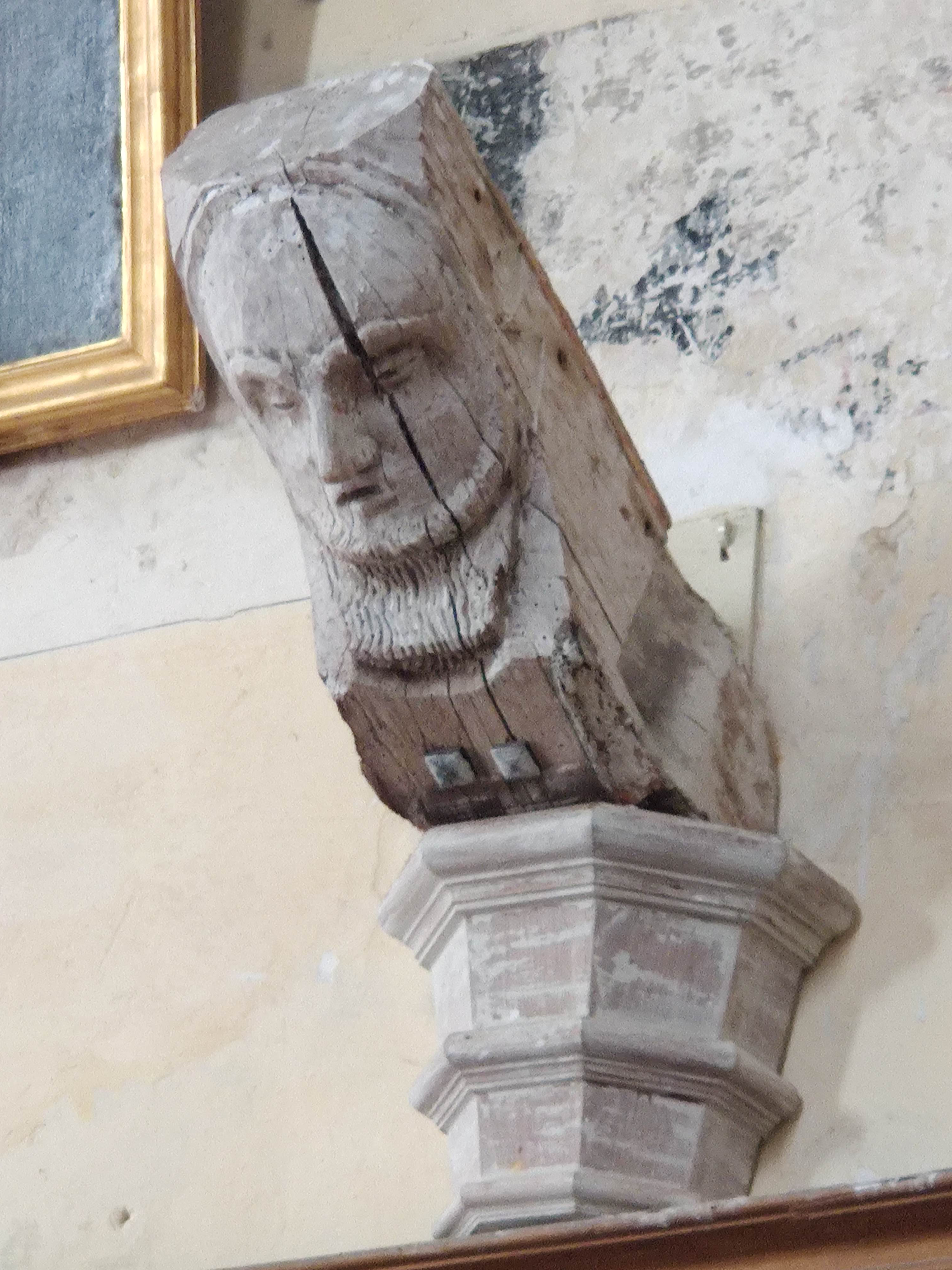
L'un des engoulants
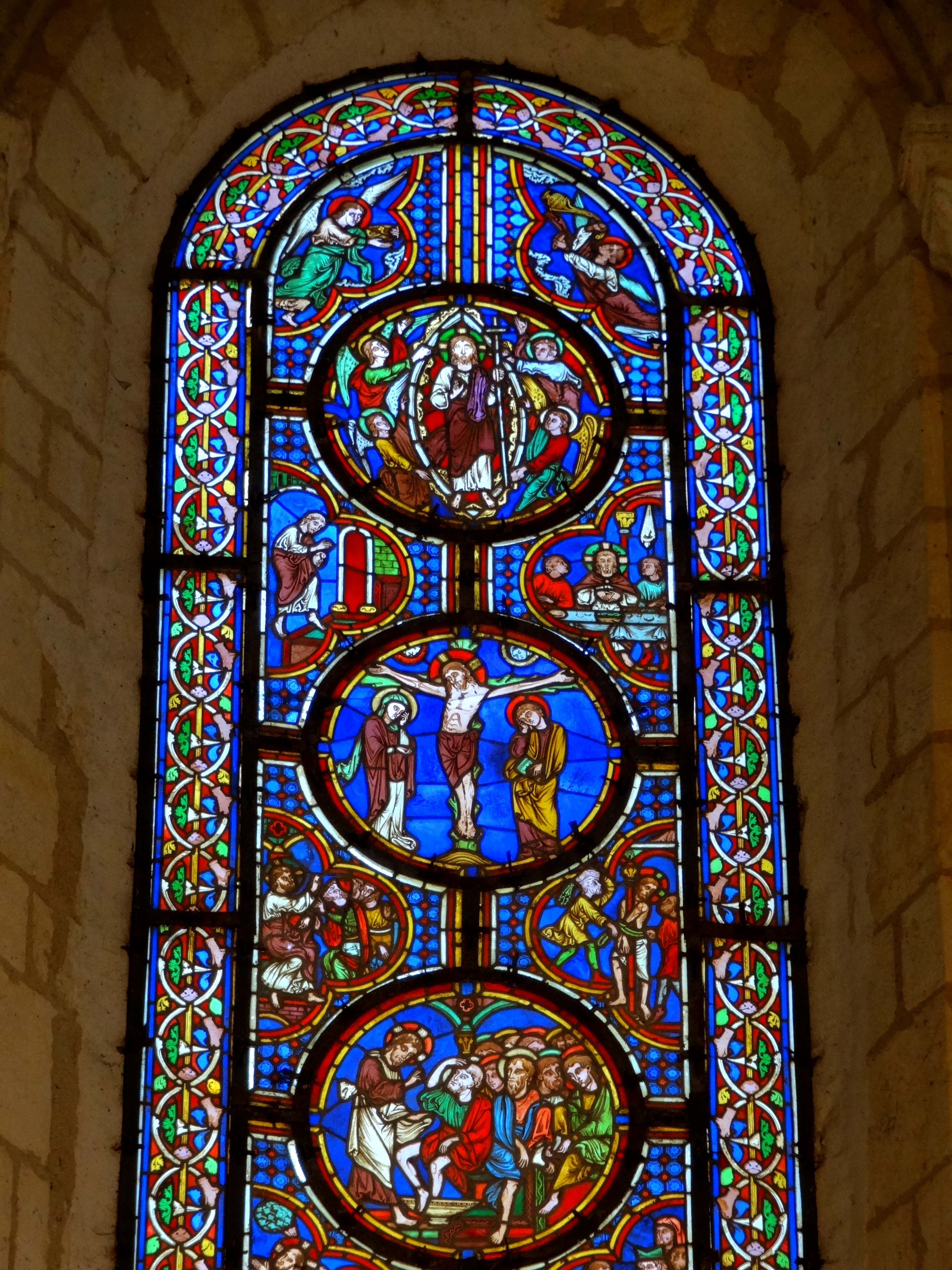

- Château de Trie (inscrit monument historique en  1956[39]) : propriété traditionnelle des ducs de Longueville, il passe en 1694 à François Louis de Bourbon-Conti. Son petit-fils Louis François de Bourbon-Conti le met en 1767 à la disposition de Jean-Jacques Rousseau. 
Il est acheté par Joseph-Arthur de Gobineau en 1857 puis transformé ultérieurement en mairie.
Le bâtiment actuel est constitué par la tour du XIe siècle et son escalier voûté du XVIe siècle, le mur de courtine, les tours demi-roudes à l'angle ouest du château et la tour est, transformée en maison d'habitation, qui résultent notamment des modifications de la forteresse médiévale réalisées au XVe siècle.
Ces éléments ont été sauvegardés lors de la Révolution, en hommage à Jean-Jacques Rousseau, qui y habita une année, alors que le « château neuf » du XVII a été totalement rasé[40].

La mairie, vestige de l'ancien château de Trie
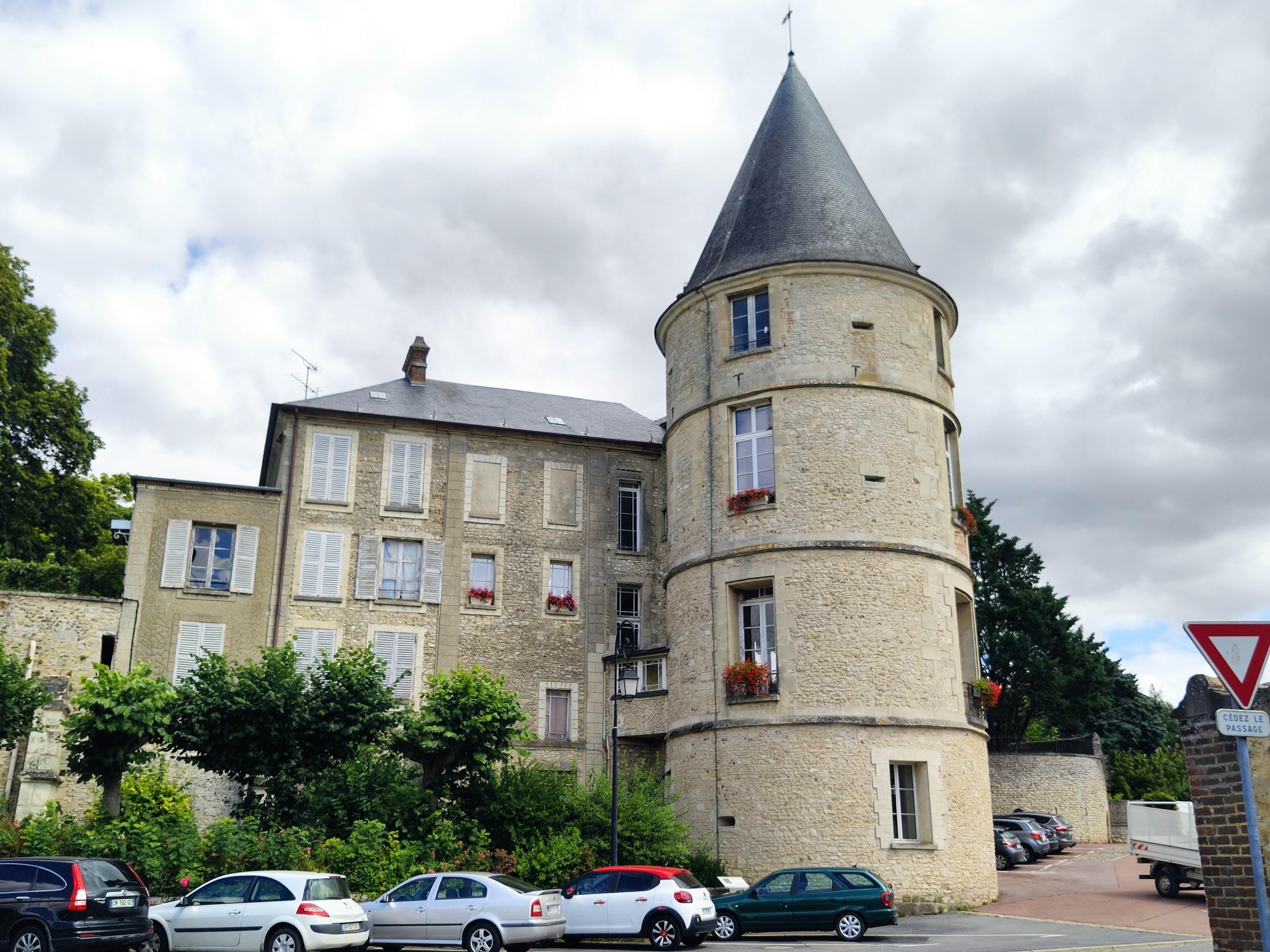
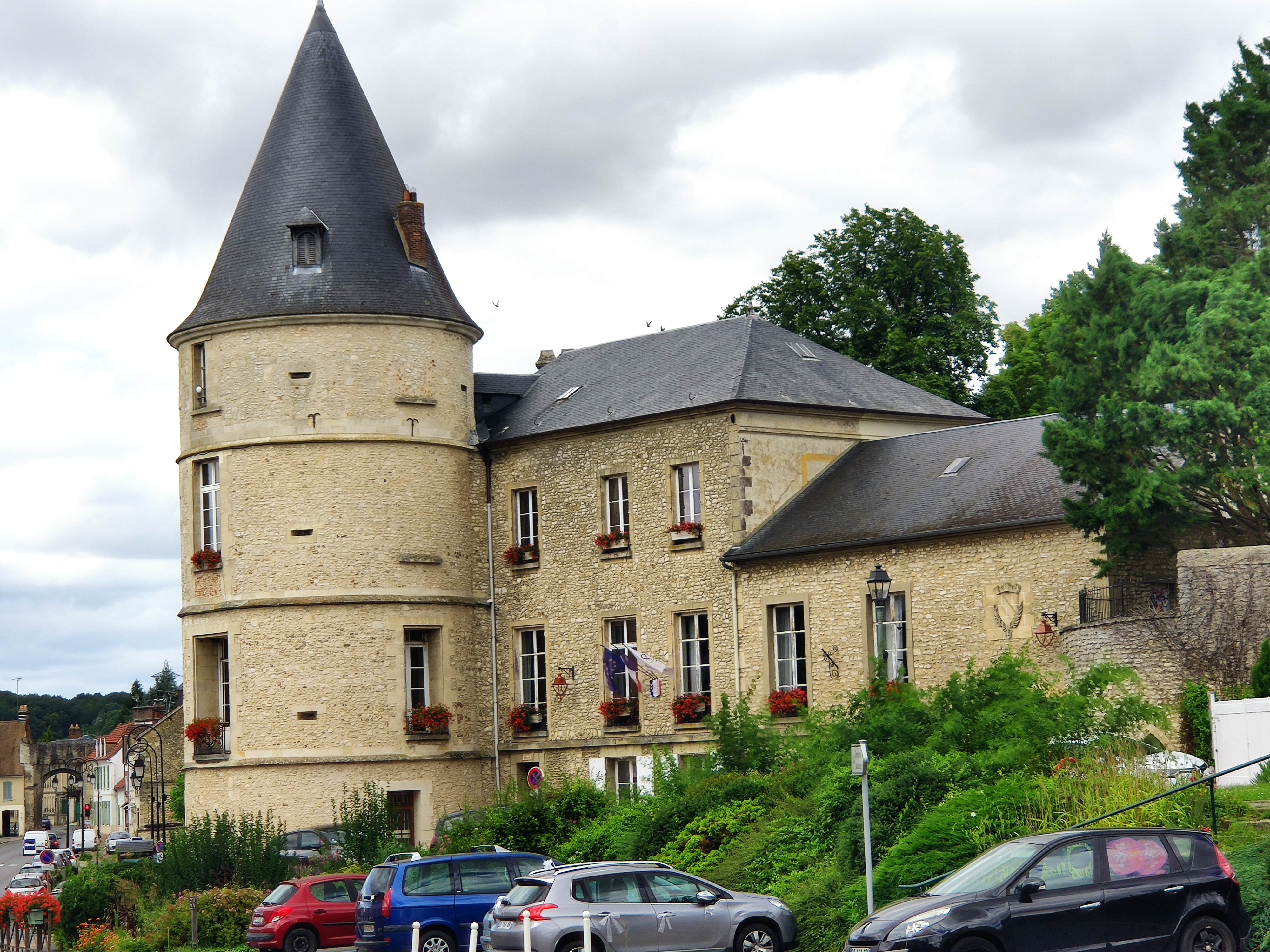
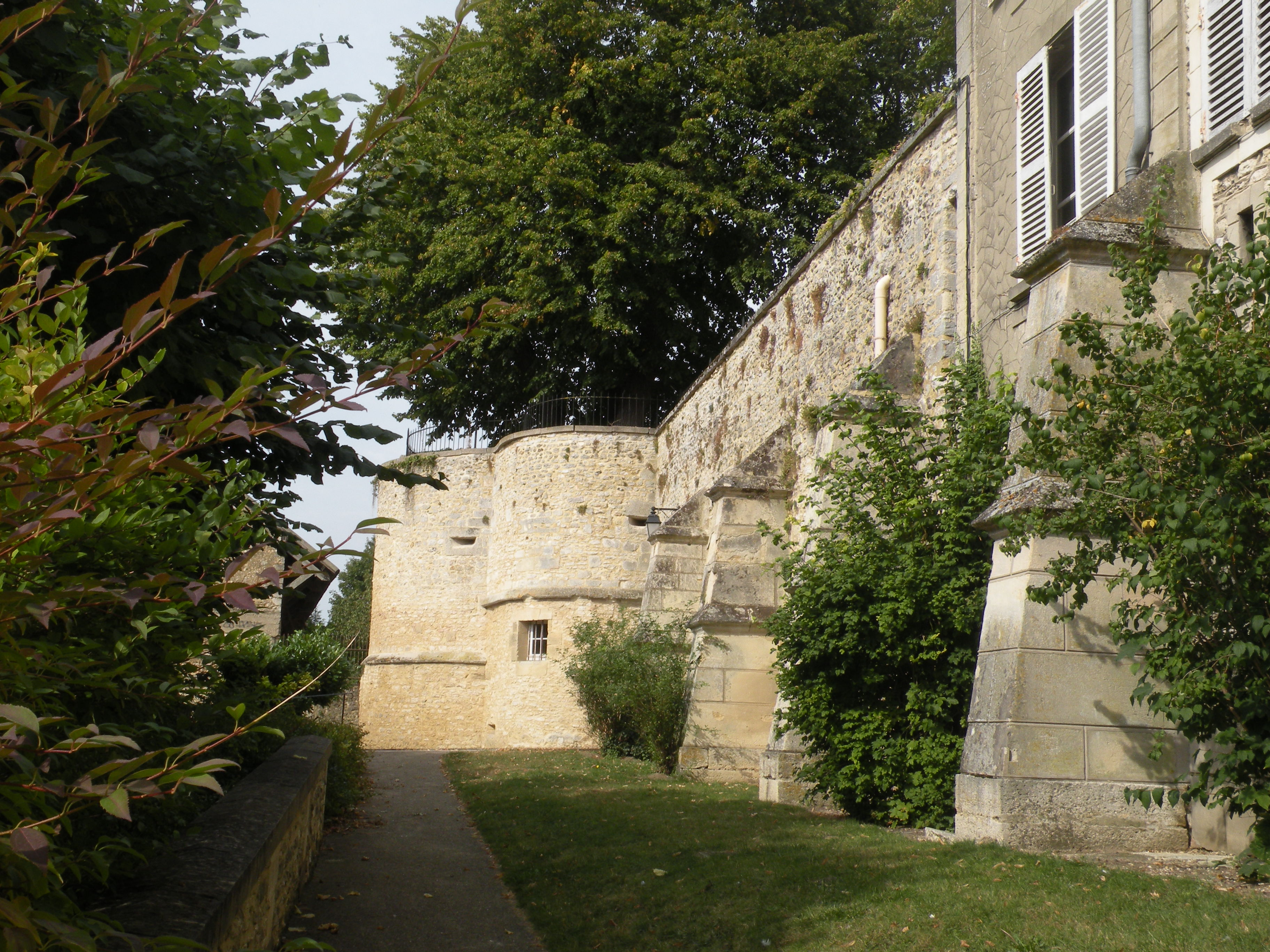
Les fossés
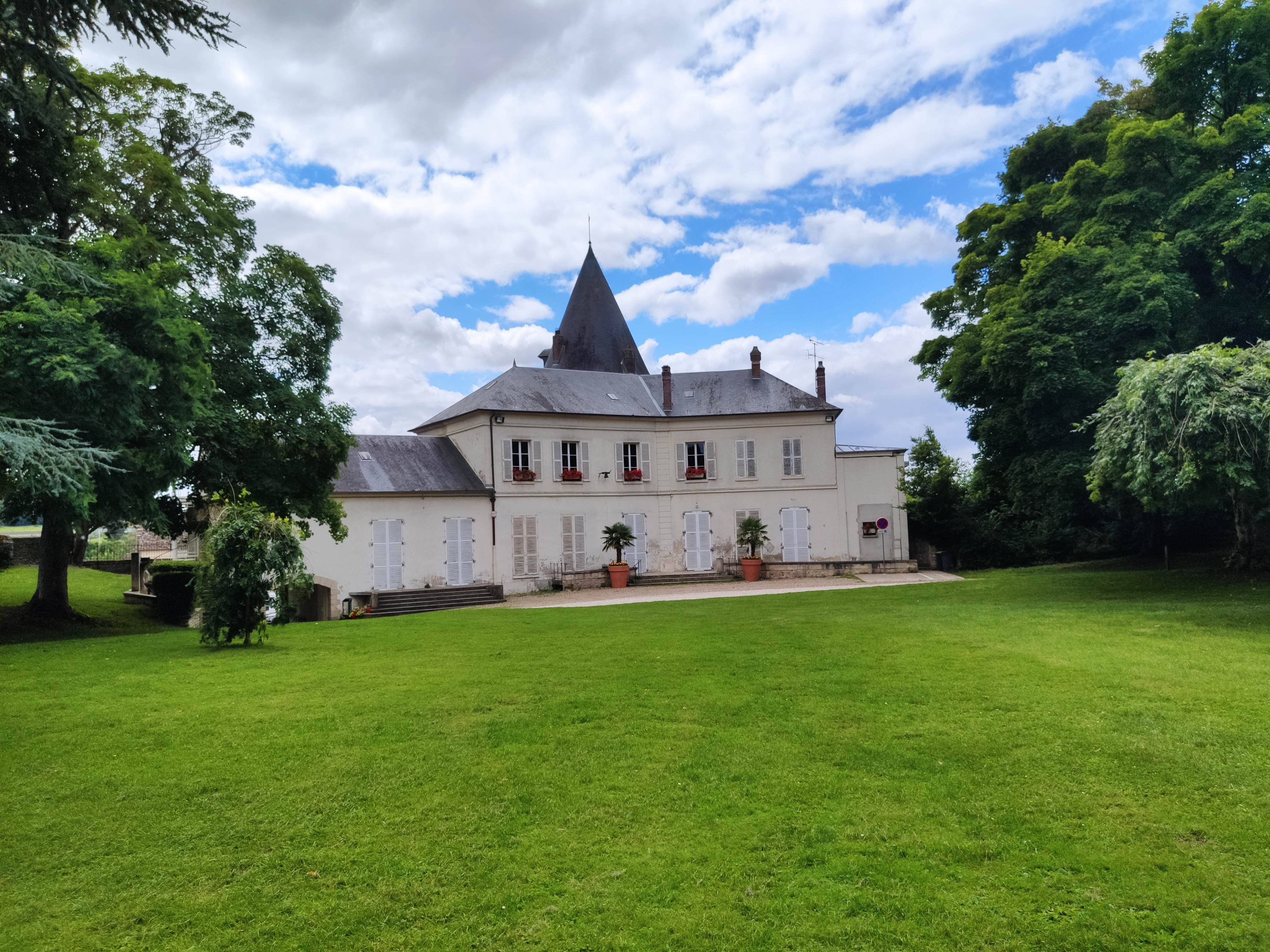
Le château vu du parc.

- Auditoire de justice (ancien hôtel de ville de Trie-Château), construit entre 1170 et 1190, classé monument historique par liste de 1862[41],[42]).
Il sert d'auditoire à la haute justice seigneuriale du milieu du Moyen Âge jusqu'à la Révolution française. Il est alors utilisé comme hôtel-de-ville jusqu'en 1980.
C'est l'un des rares édifices civils de l'époque romane subsistant dans le nord de la France. Le campanile a été rajouté au XIXe siècle pour abriter l'horloge publique réalisée par Auguste-Lucien Vérité, également auteur de l'Horloge astronomique de Beauvais.

L'ancien auditoire de justice
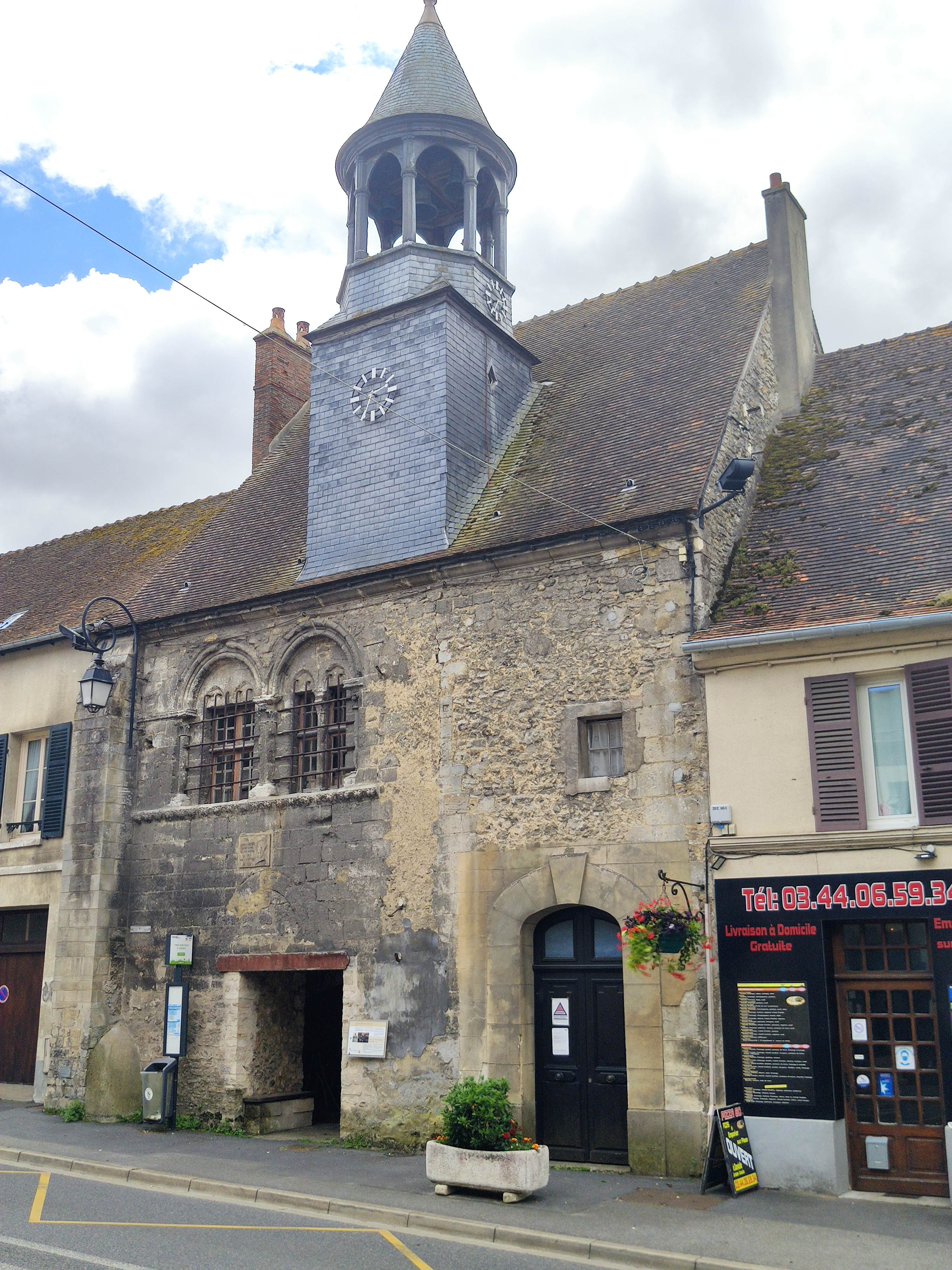
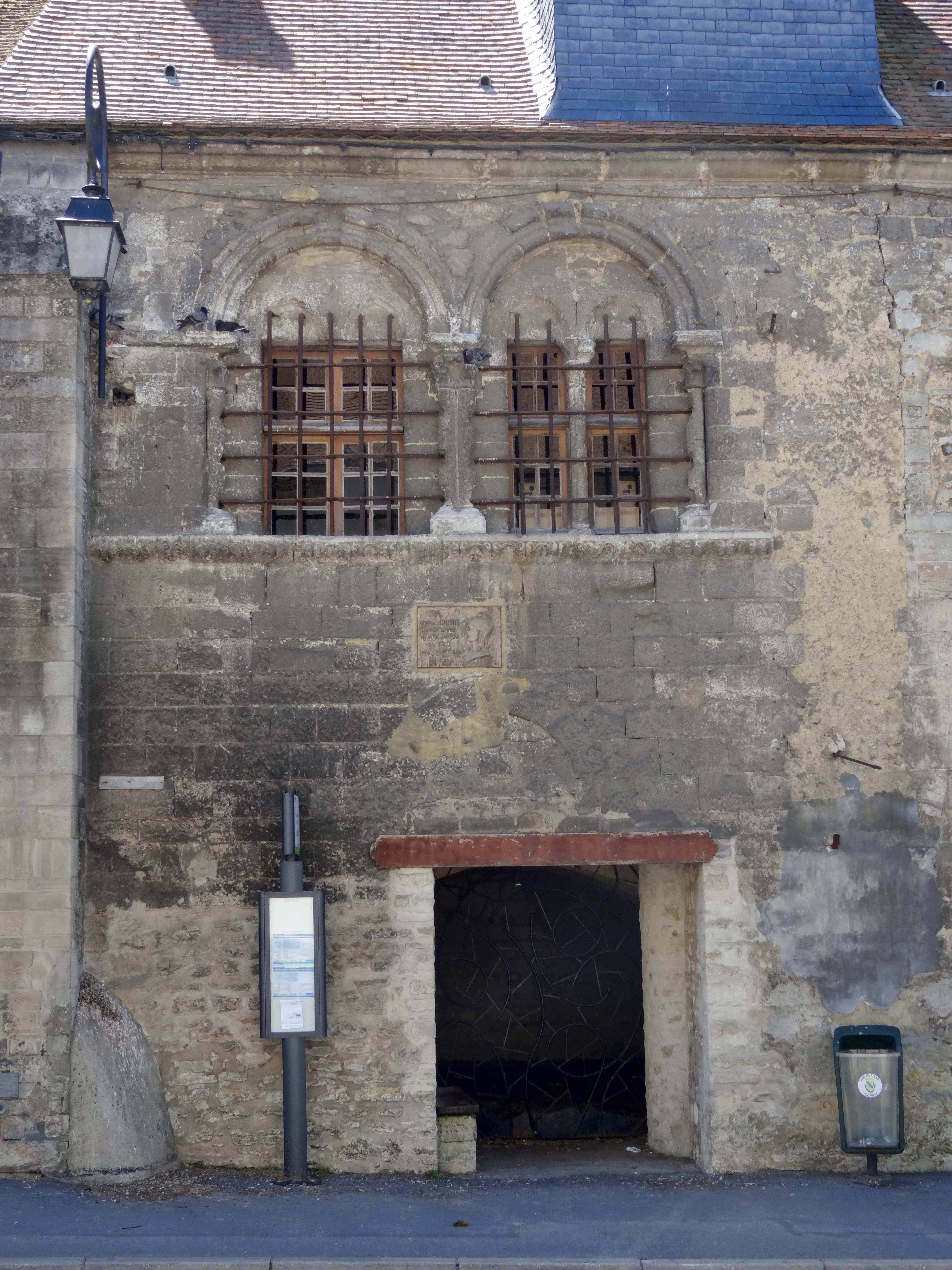
Façade sur rue.
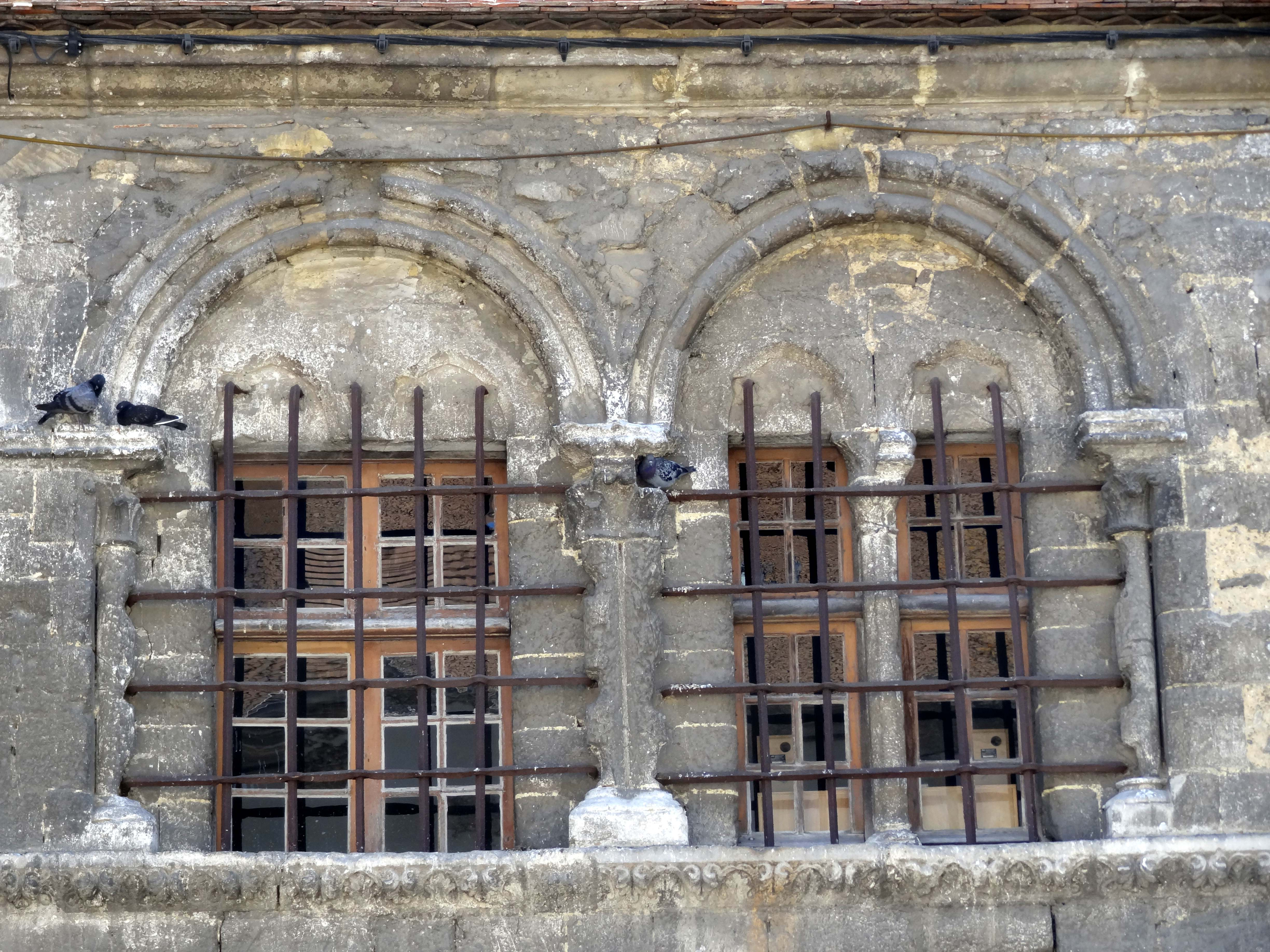
Détail de la façade.
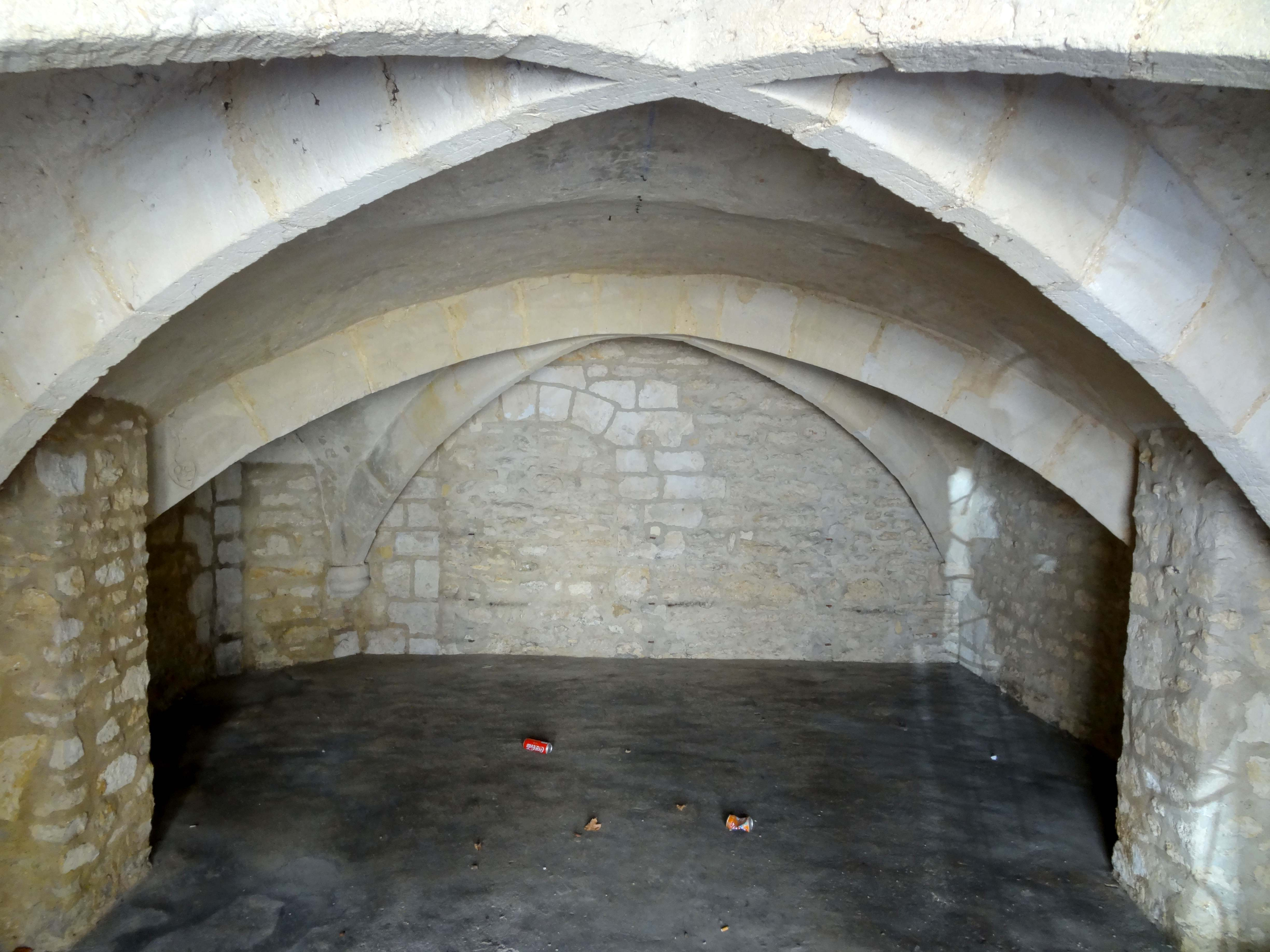
La salle vourée du rez-de-chaussée, ouverte sur la rue.

- Porte fortifiée de la ville du XVe siècle (classée monument historique en 1936[43]), vestige du premier tour d'enceinte de la forteresse de Trye, qui défendait la frontière du Domaine royal, face à la forteresse normande de Gisors.
C'est donc une conséquence de la signature du traité de Saint-Clair-sur-Epte qui entérine en 911 la création du duché de Normandie[44].

La Porte fortifiée
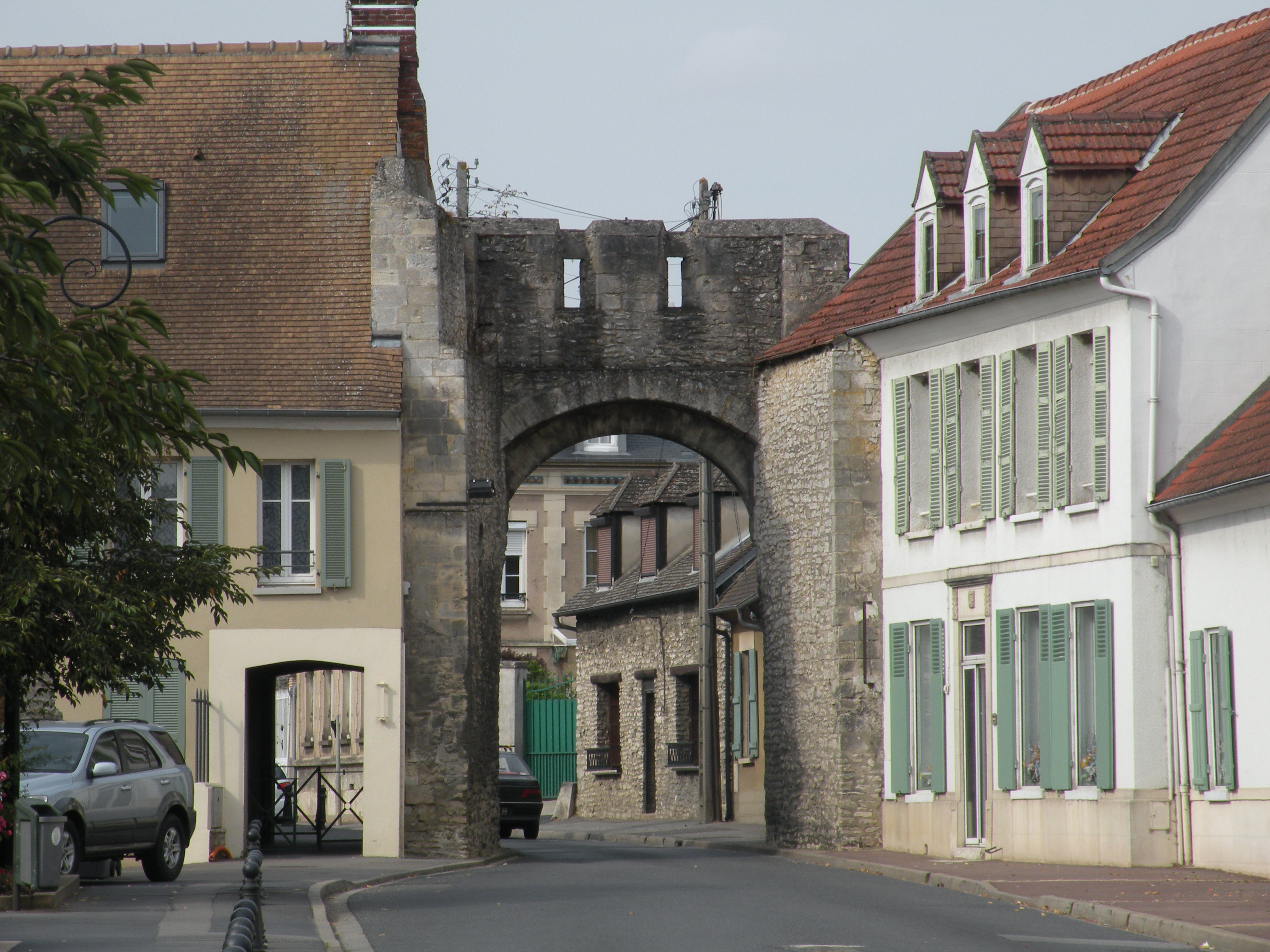
Vue de l'intérieur du bourg.
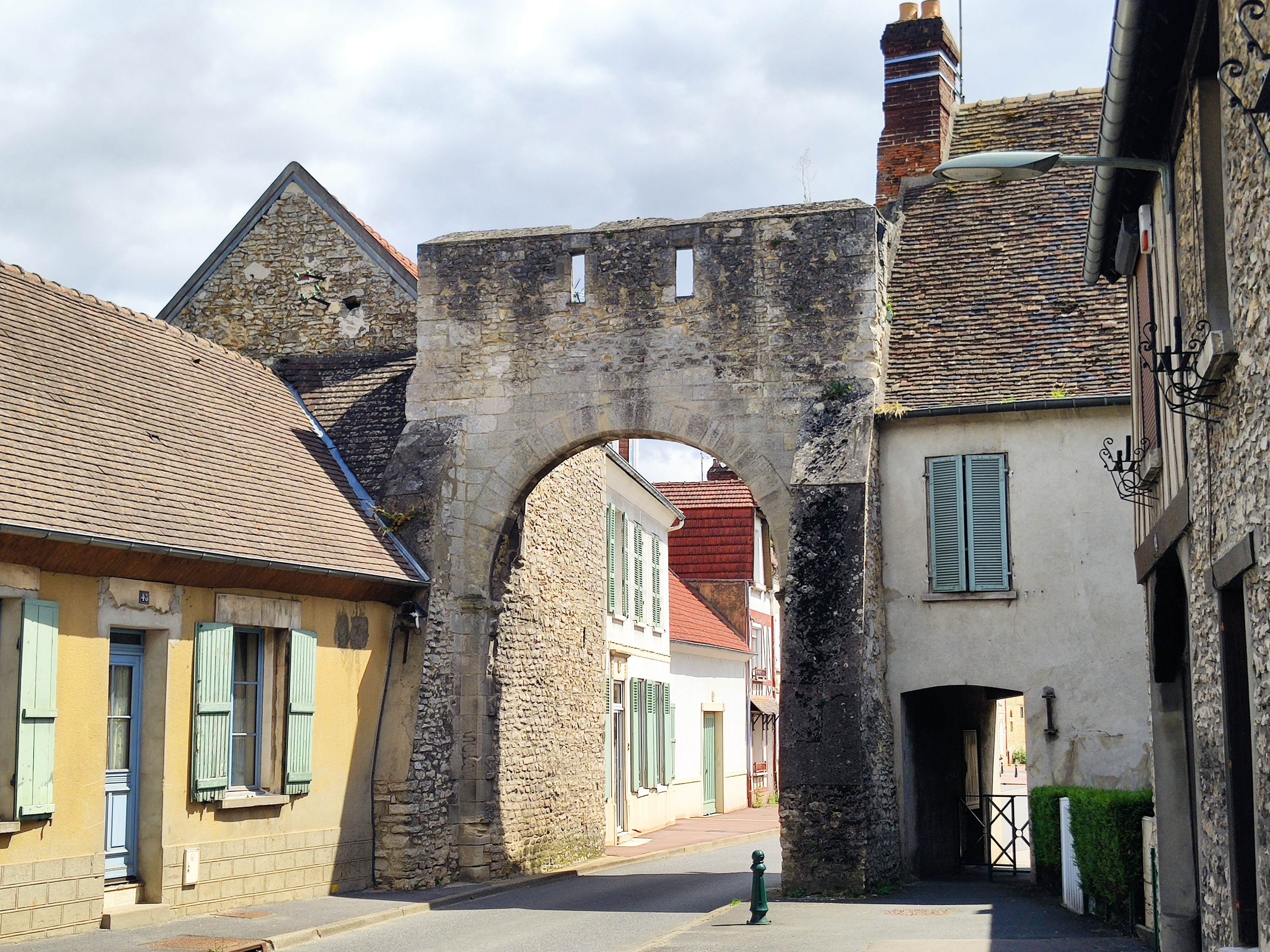
Vue de l'extérieur.

- Une tour d'enceinte transformée en maison d'habitation (inscrite monument historique par arrêté du 10 mai 1958[45], jouxtant la bibliothèque, place de l'église).

On peut également signaler : 
- L'église Saint-Denis de Villiers-sur-Trie[46].
- Le grand parc du château

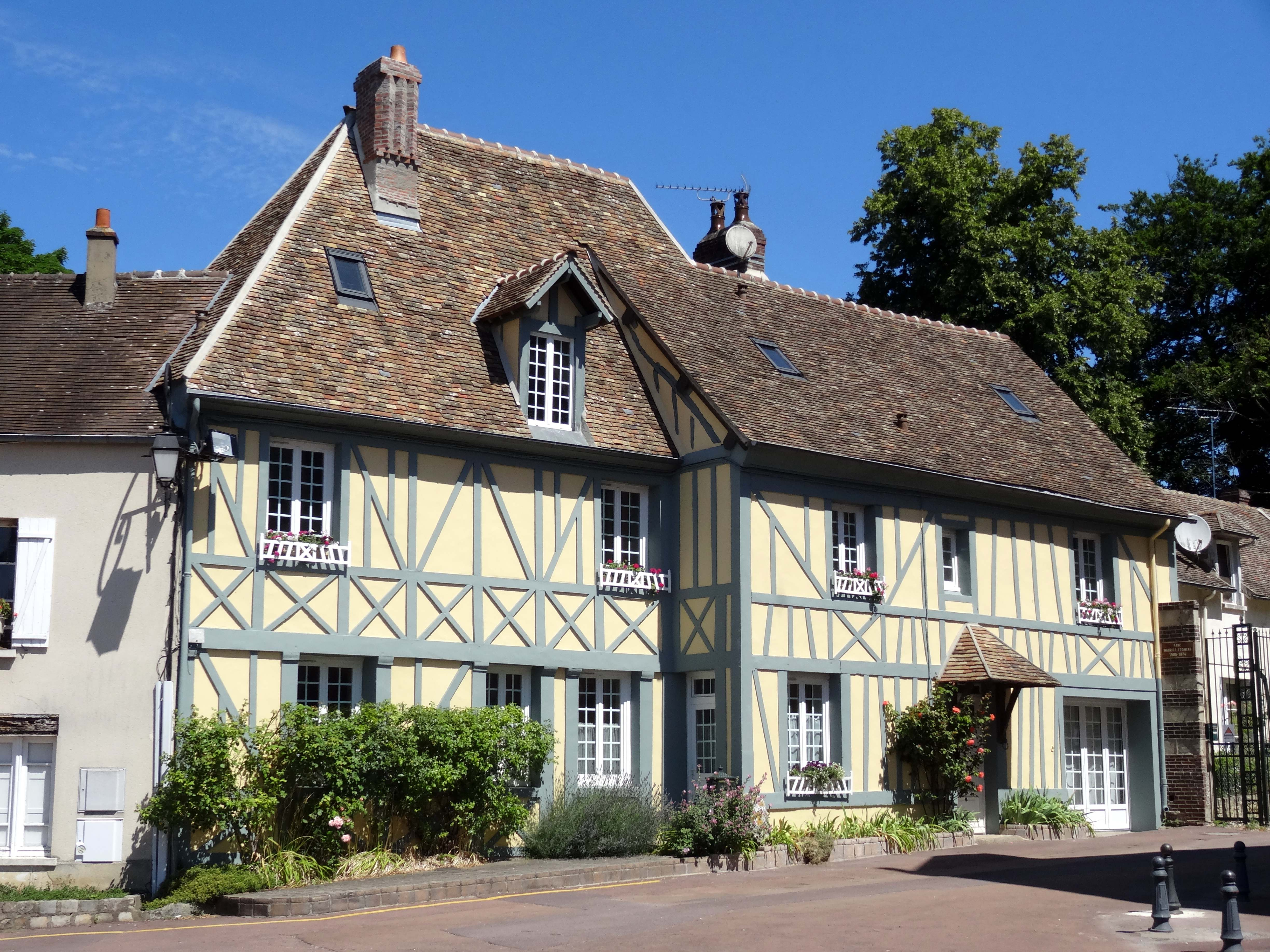
Maisons, place de l'Église.
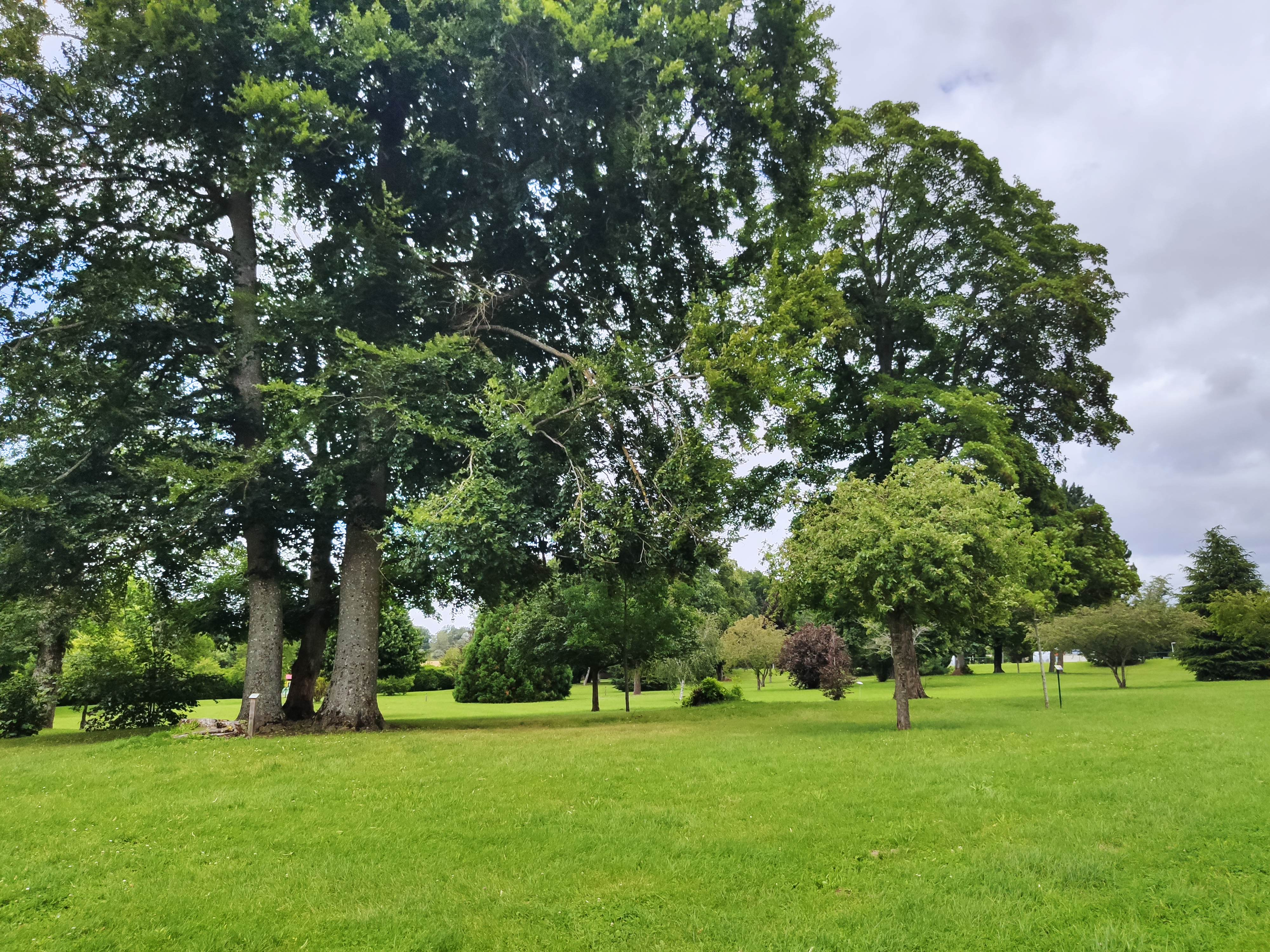
Le parc du château.
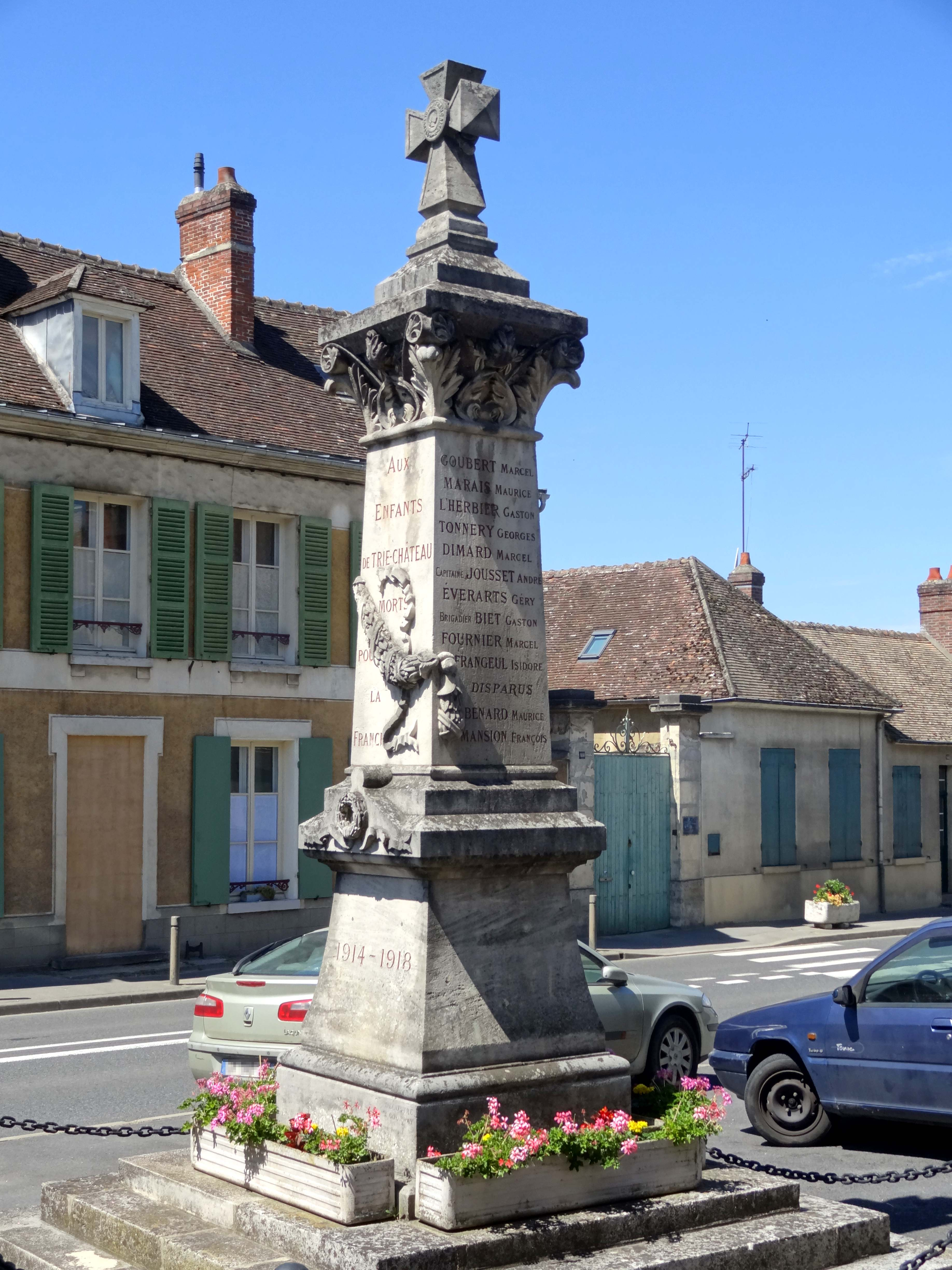
Monument aux morts de Trie-Château
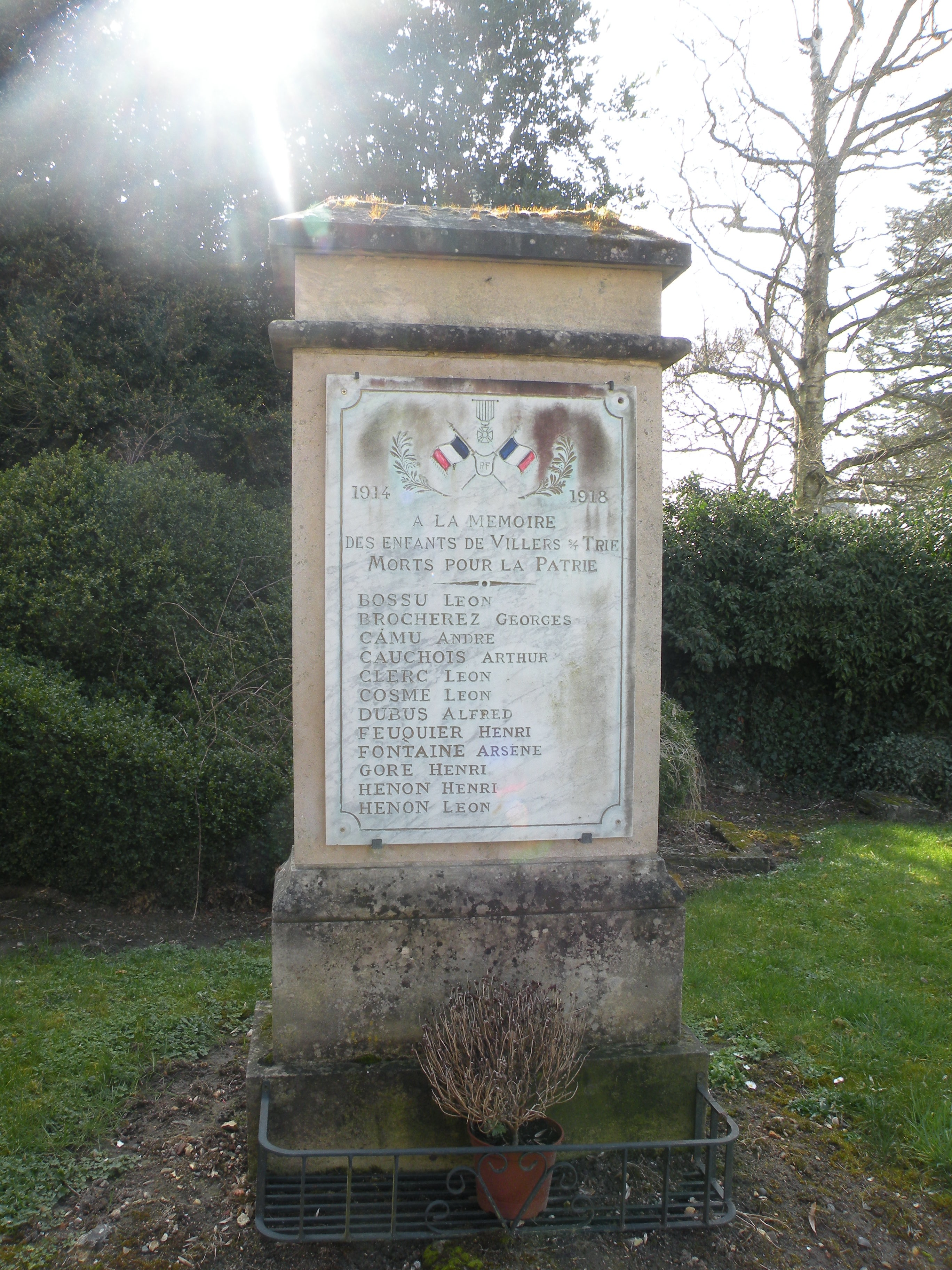
Le monument aux morts de Villers-sur-Trie
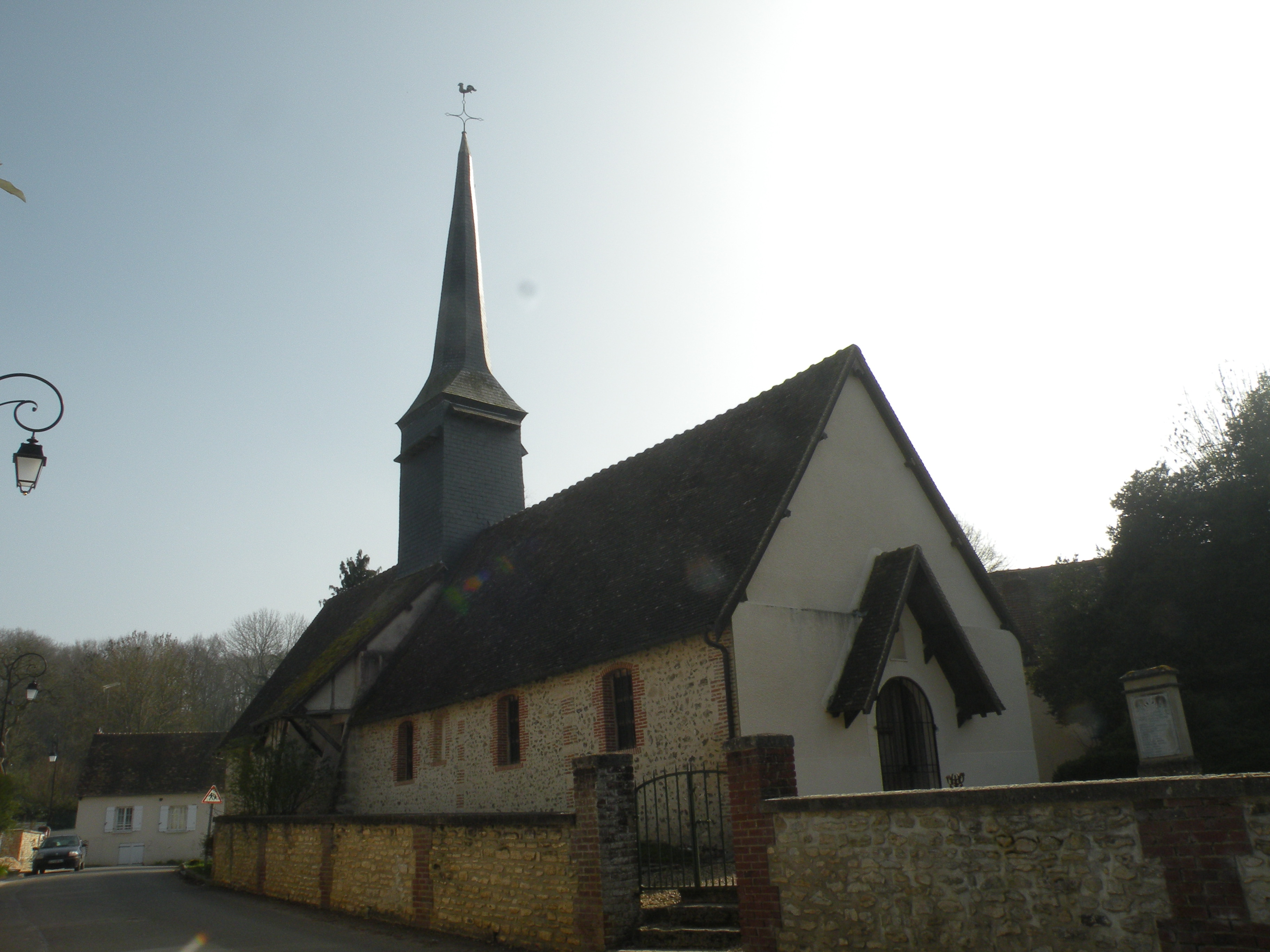
L'église Saint-Denis de Villers-sur-Trie.

### Personnalités liées à la commune

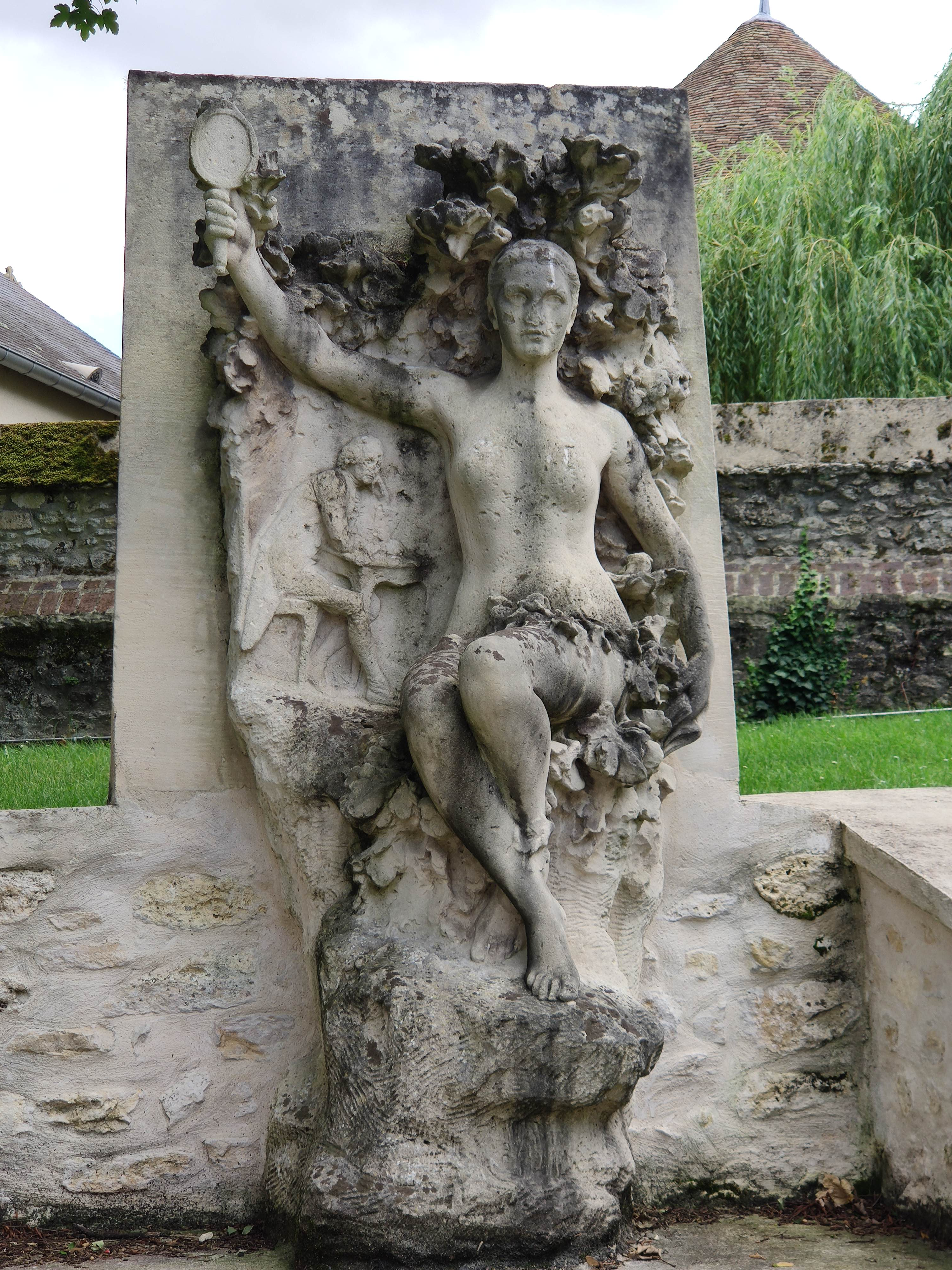
Statue du parc du château :Jean-Jacques Rousseau écrivant sous l'inspiration de la Vérité et de la Nature, par Henri-Léon Gréber (1911).

- Guillaume de Trie (? -1334) évêque de Bayeux, archevêque-duc de Reims.
- Mathieu III de Trie (? -1344) , maréchal de France.
- Renaud II de Trie (? - Vers 1324), maréchal de France.
- Gabrielle d' Estrées (vers 1573-1599) favorite d' Henri IV y séjourna à plusieurs reprises[réf. nécessaire]
- Jean-Jacques Rousseau (1712-1778), philosophe qui vécut à Trie-Château de juin 1767 à juin 1768, où il compose la musique du motet Quam dilecta Tabernacula sur des paroles de Mme de Nadaillac, abbesse de Gomerfontaine, et rédige le livre VI de son autobiographie Les Confessions[47]
- Charles-François Dupuis (1742-1809), homme politique et savant.
- Joseph Arthur de Gobineau (1816-1882) châtelain et maire de Trie.
- Camille Renault (1904-1984), restaurateur et mécène[48].

### Héraldique
| Blason de Trie-Château | Blason  | Les armes de Trie-Château se blasonnent ainsi : D'or à la bande d'azur.                                        |
| Blason de Trie-Château | Détails | Il s'agit des armes de la famille de Trie, seigneurs du lieu. Le statut officiel du blason reste à déterminer. |